# Bahnhof Anklam
Der Bahnhof Anklam (bis April 1902: Anclam) ist ein Bahnhof in der Stadt Anklam im Landkreis Vorpommern-Greifswald des Landes Mecklenburg-Vorpommern. Er ging am 16. März 1863 mit der Eröffnung des ersten Abschnittes der Angermünde-Stralsunder Eisenbahn in Betrieb.
Hinzu kamen ab Mitte der 1890er Jahre mehrere Schmalspurbahnen von separaten Kleinbahnhöfen: die Mecklenburg-Pommersche Schmalspurbahn mit zwei Ästen sowie die Anklam-Lassaner Kleinbahn. Für den Güterverkehr gab es Anschlussgleise zur Zuckerfabrik und zum Peenehafen. In den 1930er Jahren kam ein Anschluss zu den Arado Flugzeugwerken hinzu.
Nach dem Zweiten Weltkrieg wurden die Schmalspurbahnen nach Lassan und Leopoldshagen 1945 als Reparationsleistung abgebaut, die Strecke nach Friedland wurde durch die Deutsche Reichsbahn noch bis 1969 betrieben. Durch den Ausbau der Anschlussgleise erreichte der Bahnhof um 1980 seine größte Ausdehnung. 2005 wurden die Gleisanlagen umfangreich umgebaut und im Bahnhof die ESTW-Unterzentrale Anklam eingerichtet.
Der Bahnhof war stets Halt der meisten Schnellzüge auf der Strecke. Auch gegenwärtig bedienen einige Intercity-Express-Züge den Bahnhof.

## Lage
Der Bahnhof Anklam befindet sich am Streckenkilometer 175,3 der VzG-Strecke 6081 (Berlin-Gesundbrunnen – Angermünde – Stralsund Hbf). Die Strecke ist als zweigleisige Hauptbahn klassifiziert. Das Empfangsgebäude liegt etwa 800 Meter östlich vom Marktplatz. Die Klappbrücke über die Peene befindet sich in Fahrtrichtung Stralsund noch im Bahnhofsgelände etwa 750 Meter vom Empfangsgebäude entfernt, sie liegt etwa 750 Meter nordöstlich des Stadtzentrums. Die benachbarten Betriebsstellen sind der Bahnhof Ducherow in rund zwölf Kilometer Entfernung sowie der Haltepunkt Klein Bünzow, der rund zehn Kilometer weiter nördlich liegt.

## Geschichte

### Privatbahnzeit
Mitte der 1850er Jahre reiften die Pläne für eine vorpommersche Eisenbahn heran, die die Hafenstädte Stralsund, Greifswald und Anklam an die Stammstrecke der Berlin-Stettiner Eisenbahn-Gesellschaft (BStE) anschließen sollte. Der Bau dieser Bahn wurde 1861 beschlossen und alsbald begonnen. Da es beim Bau der Peenequerung Verzögerungen gab, wurde Anklam für einige Monate Endpunkt der Strecke. Am 16. März 1863 ging der Abschnitt von Angermünde über Prenzlau und Pasewalk nach Anklam in Betrieb. Der Anklamer Bahnhof erhielt ein zweckmäßiges Empfangsgebäude; Abortanlagen, Wagen-, Lok- und Güterschuppen, eine Drehscheibe und eine Wasserstation mit Wasserkran und Wasserturm ergänzten die Anlage.
Die Peenebrücke war ab dem 12. August 1863 befahrbar. Das Bauwerk umfasste eine Drehbrücke nach dem System Schwedler und daran anschließend eine Fachwerkbogenbrücke. Die Drehbrücke war so konstruiert, dass sich beim Öffnen nur ein Endlager absenkte und der bewegliche Überbau damit leicht kippte. Der Schwerpunkt lag somit auf dem Drehpunkt und nicht auf der Rollbahn, was das Drehen der Brücke erheblich erleichterte. Der bewegliche Teil war 19,47 Meter lang, die Fachwerkbogenbrücke hatte eine Länge von 31 Metern. Die Brücke wurde durch Deckungssignale gedeckt, außerdem bestanden Abhängigkeiten zu den rückgelegenen Hauptsignalen. Am 13. August befuhr ein erster Sonderzug der BStE die Strecke bis Greifswald. Die offizielle Streckeneröffnung fand am 26. Oktober 1863 im Beisein von König Wilhelm I. statt.

### Länderbahnzeit
Am 1. Februar 1880 ging die Berlin-Stettiner Eisenbahn-Gesellschaft infolge der Verstaatlichung in die Königliche Eisenbahn-Direction (KED) der Berlin-Stettiner Eisenbahn über. Bereits ein Jahr später wurde diese aufgelöst und der Bahnhof der KED Berlin, Betriebsamt Berlin-Stralsund unterstellt. Ab dem 1. April 1895 war die neugegründete KED Stettin zuständig. Der Bahnhof Anklam war zu Staatsbahnzeiten als Bahnhof II. Klasse eingestuft. Dem Bahnhofsvorsteher unterstanden die Fahrkartenausgabe, Güterabfertigung, Stellwerke, Bahnhofskasse und bis 1945 der Lokbahnhof. Für die Gleisanlagen war ebenso wie für die Schrankenposten anfangs eine eigene Bahnmeisterei zuständig.
Die Mecklenburg-Pommersche Schmalspurbahn (MPSB) nahm am 19. April 1895 die Strecke Anklam – Dennin in Betrieb, am 28. August 1896 folgte die Strecke Anklam – Bugewitz – Leopoldshagen. Die Strecke Anklam – Lassan der Anklam-Lassaner Kleinbahn (ALKB) ging am 21. April 1896 in Betrieb. Beide Bahnen mit einer Spurweite von 600 mm verfügten über eigene Kleinbahnhöfe und waren über ein Gleis miteinander verbunden. Ebenso waren die Schmalspurbahnen wie die Staatsbahn an die 1896 errichtete zweite Zuckerfabrik angeschlossen.

Empfangsgebäude, um 1910

Im Jahr 1899 kam es zum ersten größeren Umbau des Staatsbahnhofs. Das Bahnhofsgebäude wurde umgebaut und der südlich des Gebäudes gelegene Wasserturm abgebrochen. Ein Ersatzneubau entstand in Höhe des Lokbahnhofs am Nordkopf. Weitere Umbauten fanden mit dem zweigleisigen Ausbau der Strecke 1907 bis 1910 statt, bei dem auch die Peenebrücke erneuert wurde. Die Fachwerkbrücken erhielten neue Überbauten mit einer Länge von 33 Metern. Die Drehbrücke wurde durch zwei parallele, jeweils 14,70 Meter lange Rollklappbrücken mit untenliegendem Gewicht nach Patent von William Donald Scherzer ersetzt. Das zweite Streckengleis ging am 31. Januar 1907 in Betrieb. Das Empfangsgebäude erhielt einen Anbau für die Bahnhofswirtschaft, auf dem Vorplatz entstand ein Wartesaal IV. Klasse. Die sicherungstechnischen Einrichtungen wurden modernisiert. In Höhe des Bahnübergangs Bluthsluster Straße entstand eine Fußgängerbrücke. 1912 ging ein regelspuriges Anschlussgleis zum Hafen in Betrieb.

### Zwischenkriegszeit
Der Güterverkehr nahm mit dem Ausbau der Luftfahrtindustrie in Anklam erheblich zu. Am 10. Juli 1936 wurde die Anschlussbahn zum neu errichteten Flugplatz abgenommen. Am 1. Juli 1937 schlossen die Reichsbahn und die Arado Flugzeugwerke einen Vertrag zur Errichtung eines Anschlussgleises zum Werkgelände nördlich der Zuckerfabrik. Während die Flughafenbahn über eigene Kleinlokomotiven verfügte, ist der Einsatz bei den Aradowerken umstritten, da die Bedienung durch die Reichsbahn erfolgen sollte. In den Jahren 1937/38 wurde die Peenebrücke erneut ersetzt, da die Brückenträger trotz einer Verstärkung im Jahr 1925 nicht mehr den Anforderungen genügten. Das Prinzip der Rollklappbrücke behielt man bei, die Gegenmassen der neuen Brücke waren allerdings über der Fahrbahn angeordnet.

### Zweiter Weltkrieg und DDR-Zeit
Ab 1940 verhandelte die Reichsbahn mit der Stadt Anklam um den Erwerb weiterer Flächen zur Bahnhofserweiterung, die Gespräche wurden 1944 eingestellt.
Im Zweiten Weltkrieg erlitt der Anklamer Bahnhof durch mehrere Luftangriffe, insbesondere am 9. Oktober 1943, am 4. April 1944 sowie im Frühjahr 1945 schwere Schäden. Die Peenebrücke nahm dabei größeren Schaden; die vorbereitete Sprengung wurde nicht ausgeführt. Die festen Überbauten des östlichen Brückenzuges waren abgestürzt. Die eher mäßigen Schäden am Oberbau wurden ab dem 20. Mai 1945 durch einen Hilfszug des Bahnbetriebswerkes Pasewalk in je zwei Tag- und Nachteinsätzen repariert. Der Zugverkehr konnte somit ab Juni 1945 wieder anlaufen. Das zweite Streckengleis musste als Reparationsleistung an die Sowjetunion abgebaut werden, ebenso die Kleinbahnstrecken nach Lassan und Leopoldshagen. Die Bahnmeisterei Anklam wurde in dieser Zeit aufgelöst und als Streckenmeisterbezirk der Bahnmeisterei Greifswald unterstellt. Mit der Besetzung Stettins durch Polen verlagerte die Reichsbahn den Direktionssitz zunächst nach Pasewalk und zog infolge der dortigen Zerstörungen weiter nach Greifswald. Die Reichsbahndirektion Greifswald nahm am 10. Oktober 1945 ihre Arbeit auf. Seit 1949 umfasste die Dienststelle Anklam neben dem Bahnhof zusätzlich die Bahnanlagen entlang der Strecke zwischen den Kilometern 169 und 183. 1963 gehörten der Belegschaft 180 Eisenbahner an, 1972 sank ihre Zahl auf 70, bis 1987 stieg sie wieder auf 118 Mitarbeiter an. Die Dienststelle bildete zudem jährlich etwa neun bis zehn Auszubildende aus.
Im Jahr 1969 stellte die seit 1950 für die Kleinbahnen zuständige Deutsche Reichsbahn den Betrieb auf der verbliebenen Schmalspurstrecke nach Friedland ein. Ab dem 18. Dezember 1976 war die Hauptstrecke mit Ausnahme der Peenebrücke wieder zweigleisig befahrbar. Für den östlichen Brückenzug wurde 1980 eine Vollwandträgerbrücke eingebaut, womit die Zweigleisigkeit auf der Brücke wieder hergestellt werden konnte. Der westliche Brückenzug erhielt im Jahr darauf ebenfalls Vollwandträgerüberbauten.
In der zweiten Hälfte der 1980er Jahre wurde die Strecke Berlin–Stralsund elektrifiziert. Am 20. August 1988 wurde der Abschnitt zwischen Anklam und Ducherow für den elektrischen Betrieb freigegeben. Bis zum 23. September 1988 war auch der Abschnitt zwischen Züssow und Anklam elektrifiziert. Die Fahrleitung der Peenebrücke erhielt eine Sonderkonstruktion mit starren Stromschienen. Diese konnten über hydraulisch bewegte Schwenkarme um 70 Grad nach oben geschwenkt werden, um die beweglichen Überbauten beim Öffnen nicht zu behindern. Für die Fahrstromversorgung errichtete die Deutsche Reichsbahn in Anklam ein dezentrales Umformerwerk. Dieses diente als Einspeisestelle aus dem Landesnetz. Seit 2003 wird der Bahnstrom über Autotransformerstationen direkt von den Umformerwerken Prenzlau und Stralsund bezogen. Das dezentrale Umformerwerk konnte damit aufgegeben werden. Die Phasentrennstelle zwischen beiden Speisebereichen liegt auf der Peeneklappbrücke.

### Nachwendezeit und jüngere Vergangenheit
Nach der Wende ging die Rbd Greifswald am 30. September 1990 in der Reichsbahndirektion Schwerin auf, die ihrerseits mit der Bahnreform am 1. Januar 1994 aufgelöst wurde. Die einzelnen Stellen unterstehen seitdem den Konzerntöchtern der Deutschen Bahn. Die Dienststelle Bahnhof Anklam wurde 1993 aufgelöst.
Im Jahr 2002 kam es zu einem tödlichen Personenunfall, als ein Zug einen Reisenden, der statt auf den Hausbahnsteig auf den Zwischenbahnsteig am Gleis 2 ausgestiegen war, erfasste. Als direkte Folge wurde der Bahnsteig für den Personenverkehr gesperrt. Deswegen mussten Personenzüge auch in Fahrtrichtung Stralsund am Hausbahnsteig halten. Im Mai gleichen Jahres legte ein Vorstandsbeschluss der Deutschen Bahn fest, die mechanischen und elektromechanischen Stellwerke durch ein elektronisches Stellwerk (ESTW) zu ersetzen. In diesem Zusammenhang wurden die Gleis- und Reiseverkehrsanlagen erneuert. Der Zwischenbahnsteig wurde abgetragen und durch einen breiteren Außenbahnsteig ersetzt. Das ESTW ging zwischen dem 14. und dem 17. März 2005 in Betrieb, am 24. April 2005 waren alle Umbauarbeiten abgeschlossen.
Eine lokale Zeitung schrieb über den Umbau folgendes:

„Schönheitskultur für den Bahnhof
Der Bahnhof in Anklam (Ostvorpommern) ist für knapp zwei Millionen Euro modernisiert worden. Damit bekam die 140 Jahre alte Verkehrsstation eine echte Schönheitskur […] Die Bahnsteige wurden neu gebaut, das alte Mobiliar ersetzt. Den Bahnhofsvorplatz renovierten Bahn und Stadt gemeinsam […]“

Von 2011 bis 2013 ließ die Deutsche Bahn die Peenebrücke durch einen Neubau ersetzen. Die beiden Brückenzüge werden allein durch mechanische Kräfte gehoben und gesenkt. Der denkmalgeschützte Rollklappüberbau von 1937 wurde für den Ersatzneubau um wenige Meter nach Süden verschoben.
- Geöffnete Peenebrücke (2017)
- Geöffnete Peenebrücke (2017)
- Peenebrücke, Fahrbahn (2017)
- Geschlossene Peenebrücke (2017)

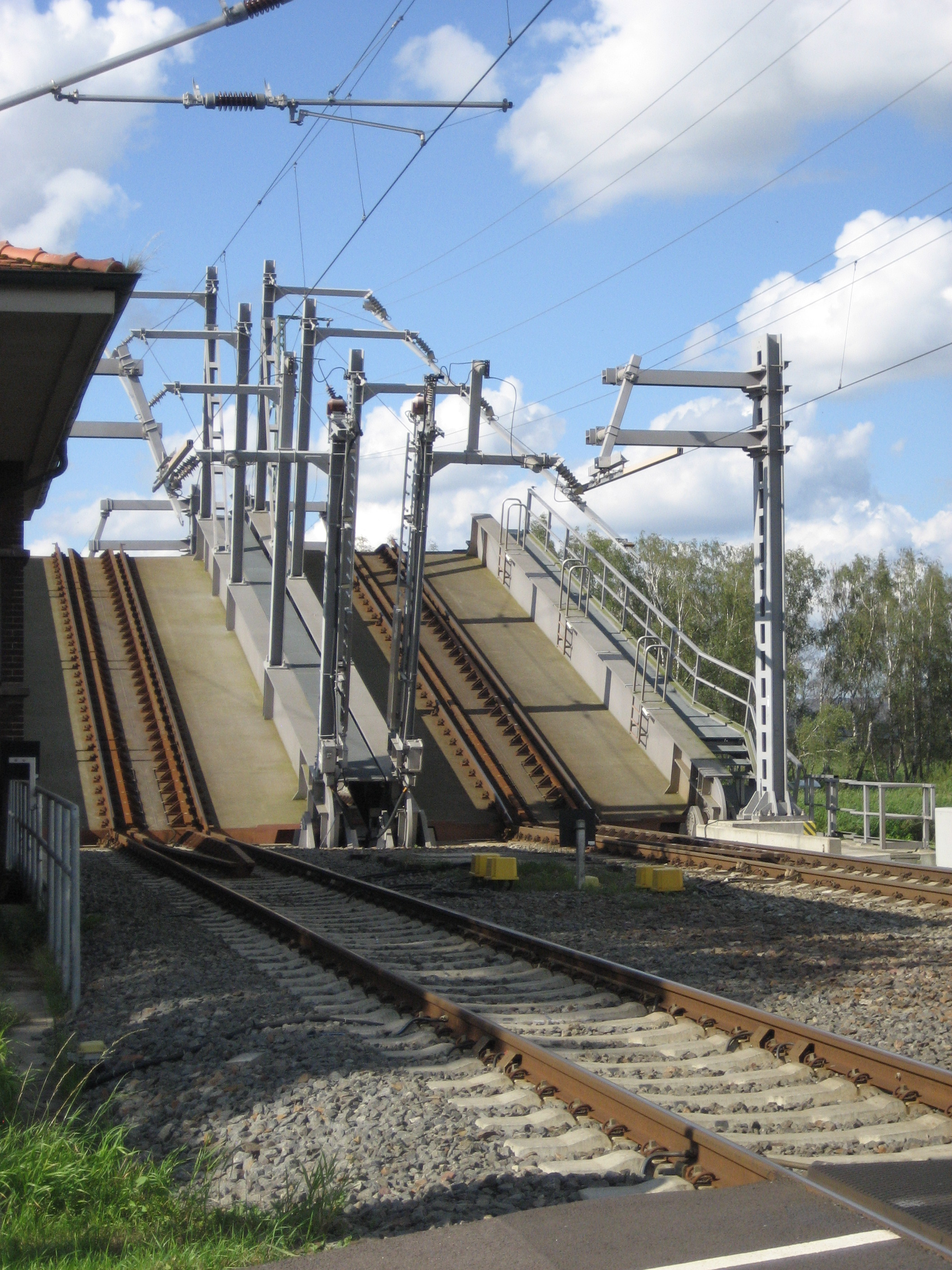
Geöffnete Peenebrücke (2017)
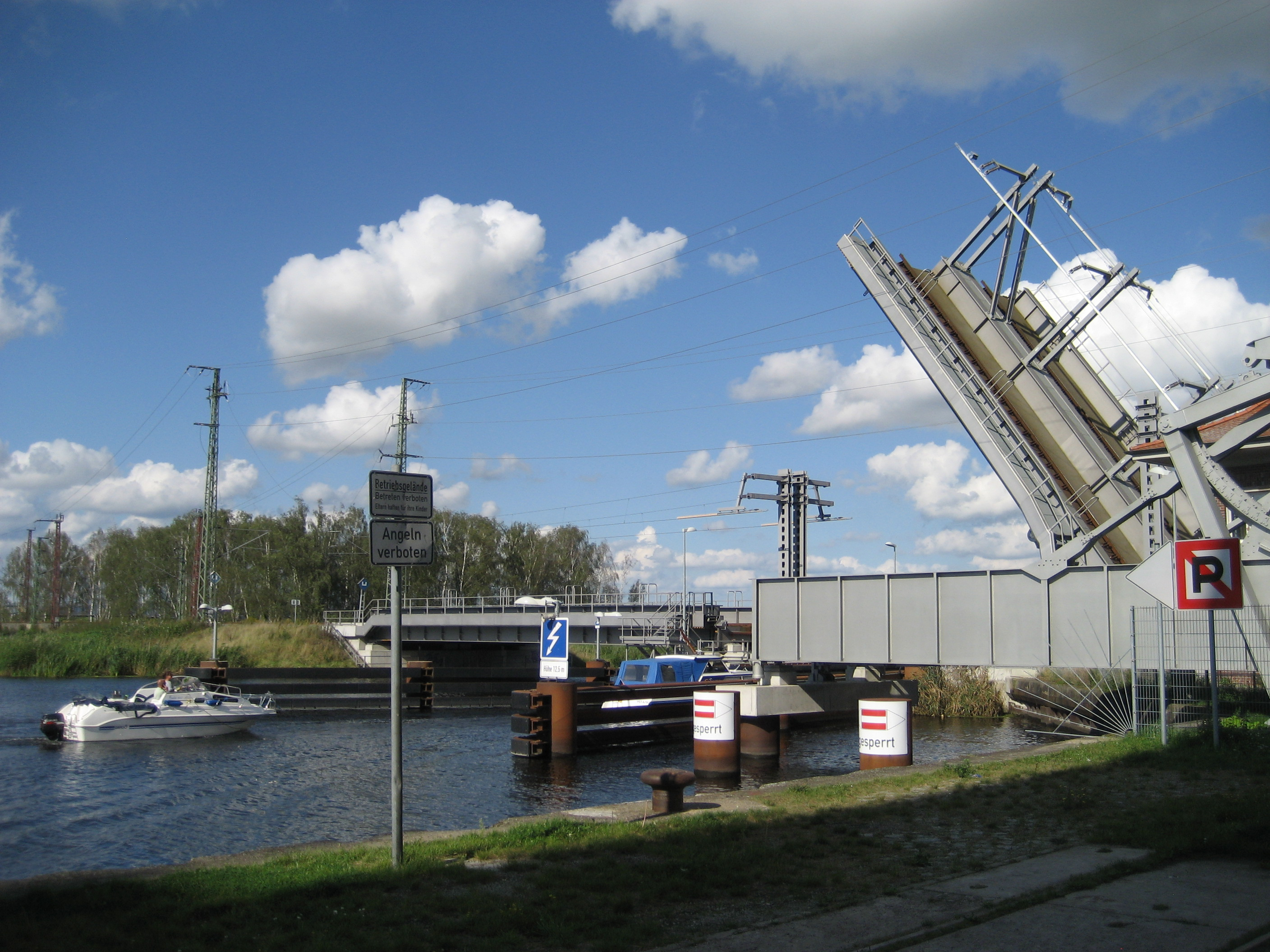
Geöffnete Peenebrücke (2017)
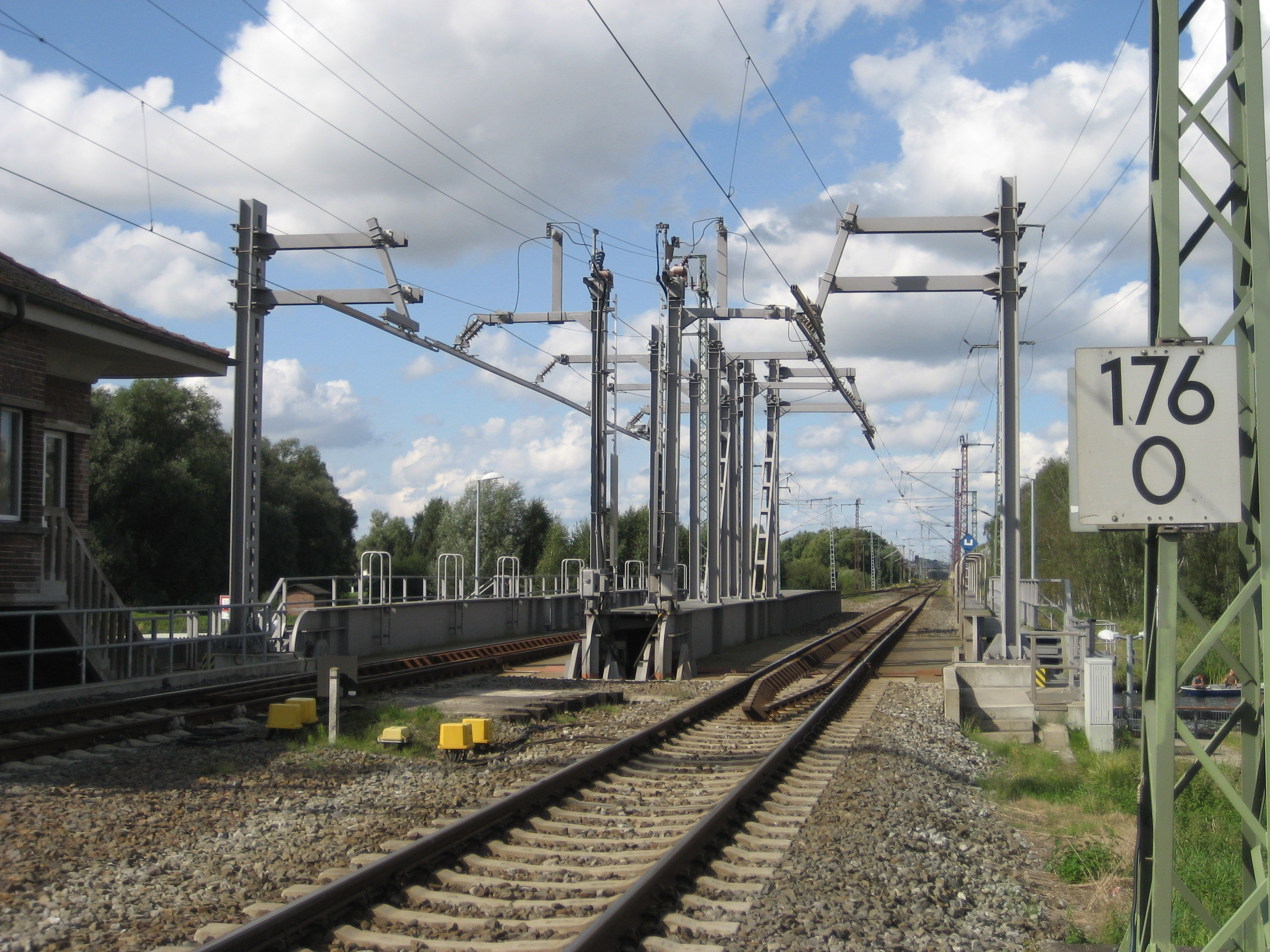
Peenebrücke, Fahrbahn (2017)
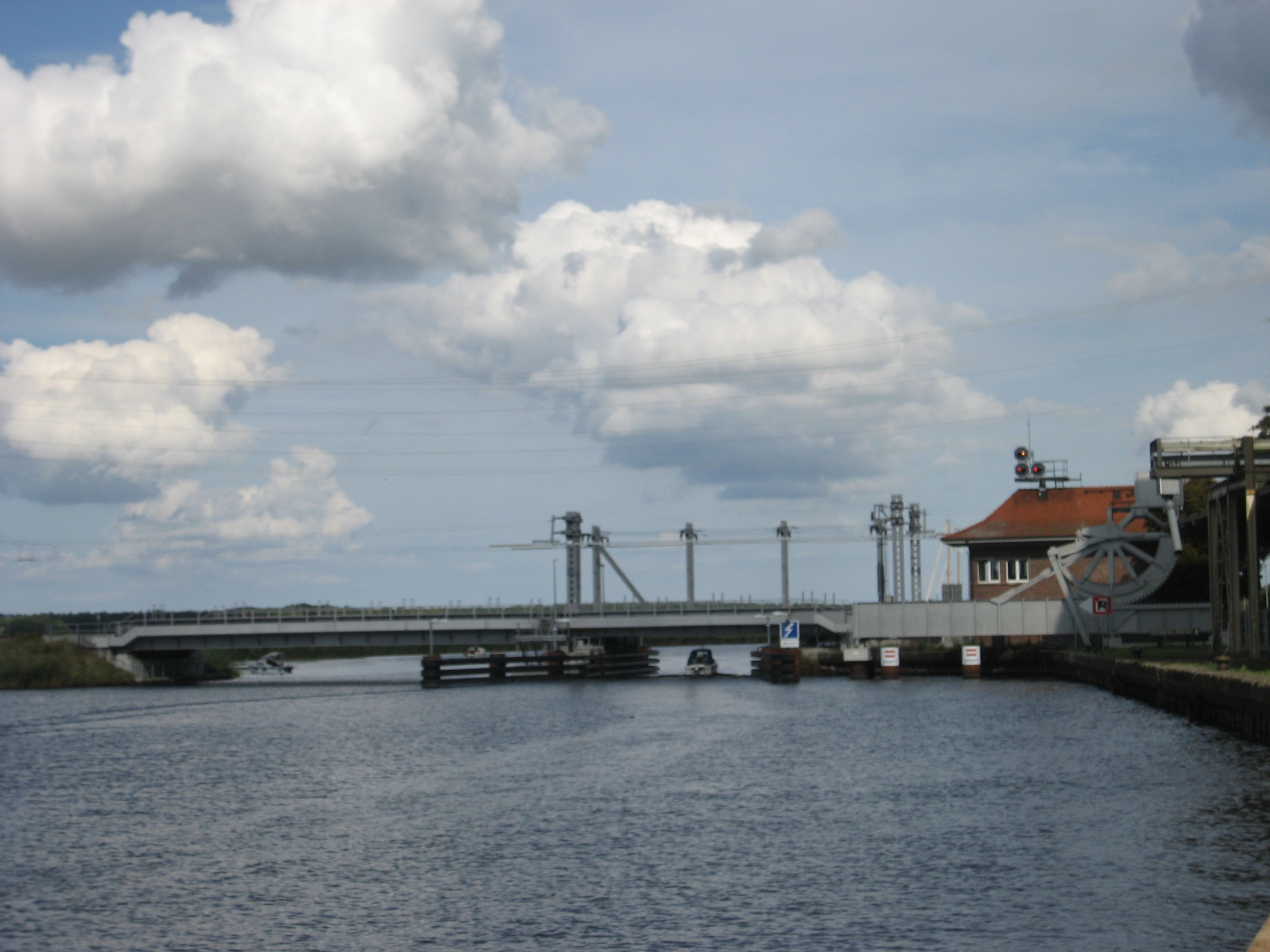
Geschlossene Peenebrücke (2017)
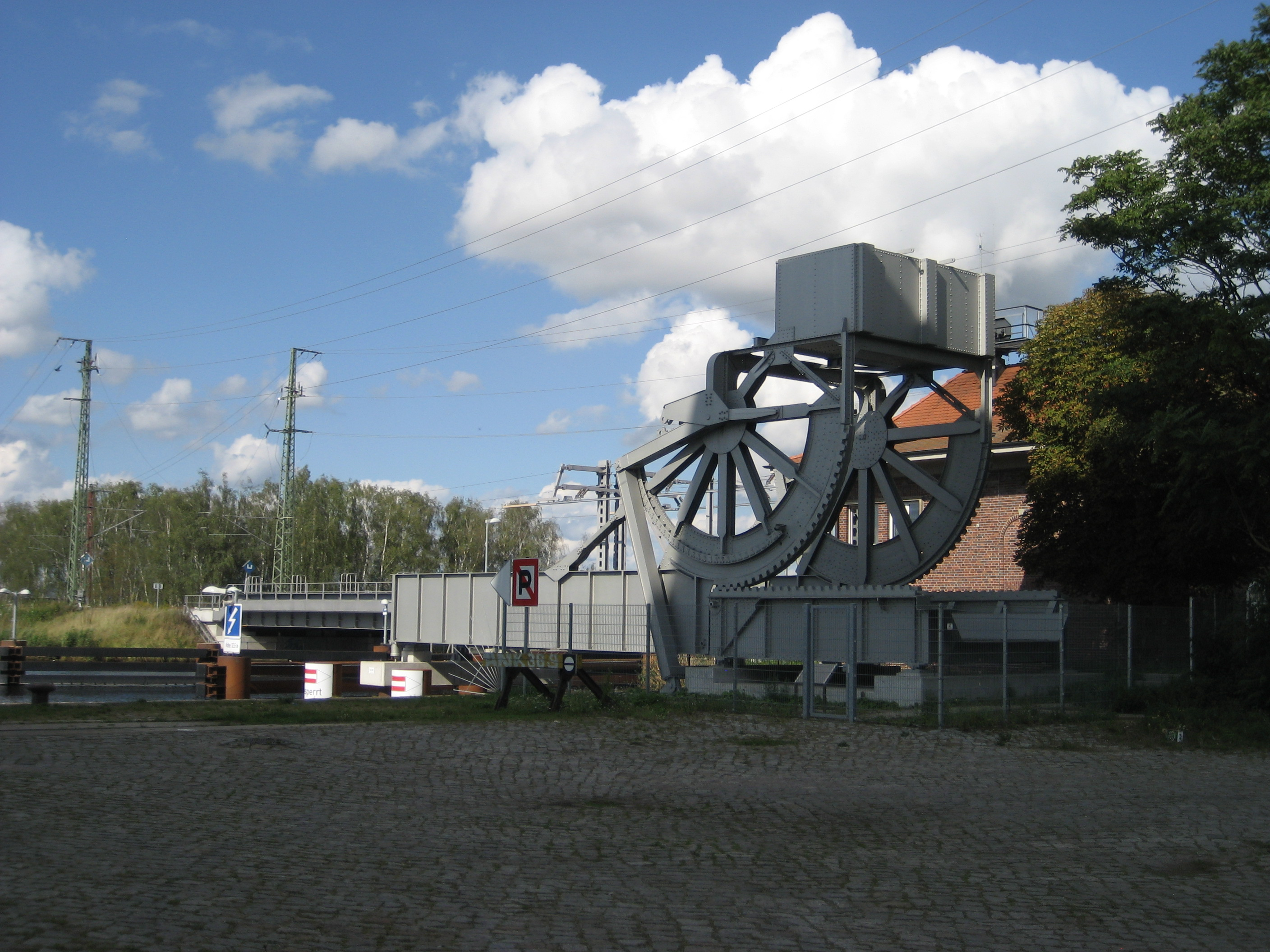
Rollklappüberbau Bauart Scherzer von 1937 (2017)
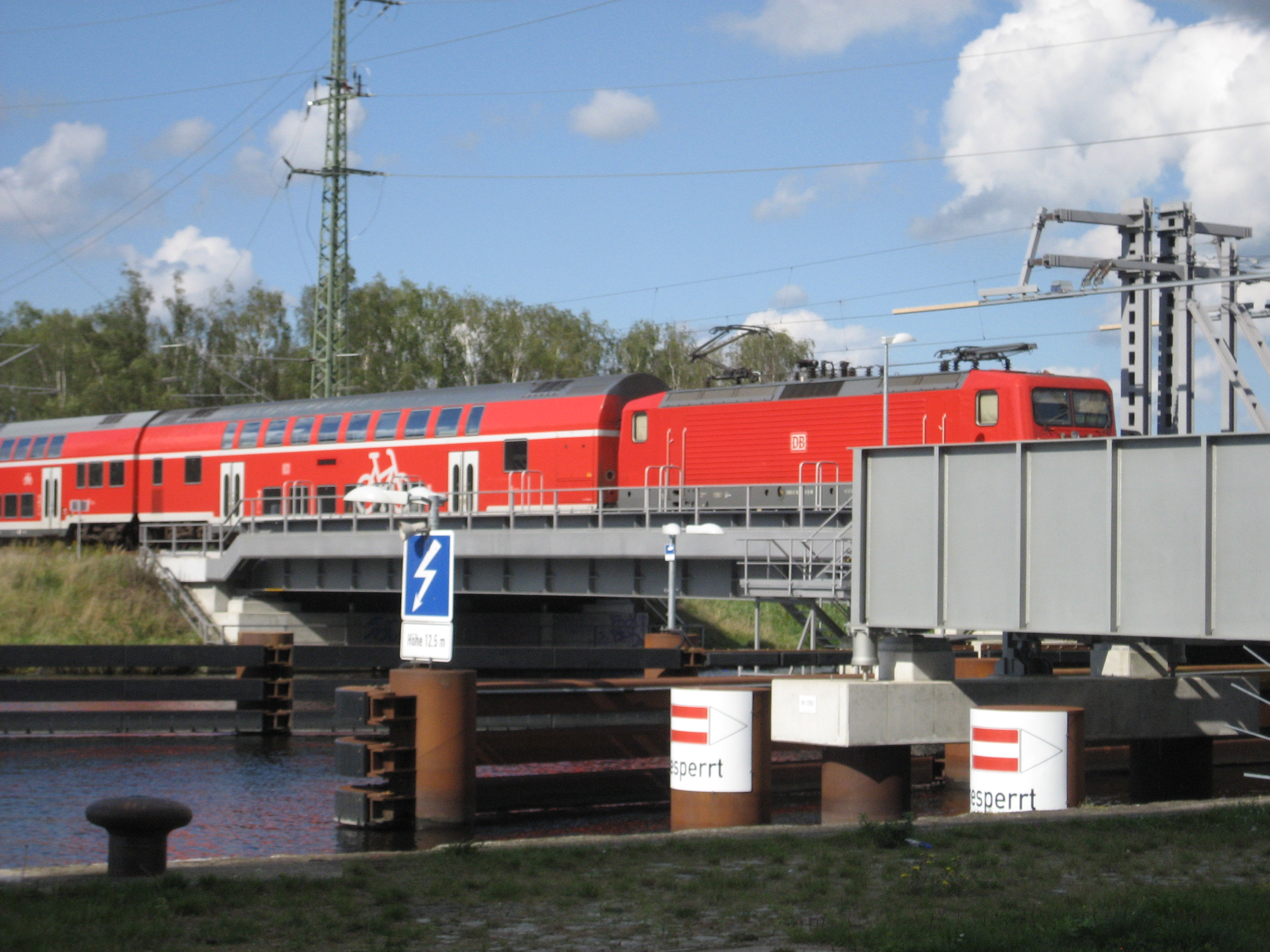
Regionalexpress auf der Peenebrücke (2017)

## Anlagen

### Empfangsgebäude
Das Anklamer Empfangsgebäude ist ein zweigeschossiger Backsteinbau und soll bereits 1861, zwei Jahre vor der Streckeneröffnung, fertiggestellt gewesen sein. Architekt war Theodor August Stein, der hauptverantwortlich für den Bau der Bahnhofsgebäude an der Strecke war. Es ähnelt mehreren anderen Empfangsgebäuden der Strecke, vor allem dem im Zweiten Weltkrieg zerstörten Empfangsgebäude in Prenzlau. Typisch für die schlichten, funktionalen Bahnhofsbauten von Theodor August Stein ist die Fenstergestaltung: Im Erdgeschoss sind die Fenster rundbogig, im Obergeschoss rechteckig. Das Gebäude ist ein langgestreckter, einheitlicher Bau mit 13 Achsen, der Zugang liegt in der Gebäudemitte. Es steht unter Denkmalschutz.
1899 wurde das Gebäude umgebaut und elf Jahre darauf nochmals erweitert, um dem Bahnhofsrestaurant mehr Platz zu bieten.
Im Empfangsgebäude waren das Büro des Bahnhofsvorstehers, die Fahrkartenausgabe, die örtliche Aufsicht, Gepäck- und Expressgutabfertigung, die Bahnhofskasse und Sanitäreinrichtungen für die Reisenden untergebracht. Seit 1982 waren in der Empfangshalle Schließfächer aufgestellt. Im Obergeschoss befanden sich die Wohnungen des Bahnhofsvorstehers, des Bahnmeisters und des Bahnhofswirtes. Bis zu ihrer Auflösung nach dem Zweiten Weltkrieg benutzte die Bahnmeisterei die Räume im Obergeschoss. Im Erdgeschoss existierte eine Bahnhofsgaststätte, die nach 1990 wegen geringer Gästezahlen geschlossen wurde. Der Schalter für Expressgut und Gepäck schloss 1994. Für den Fahrkartenverkauf betrieb die Deutsche Bahn bis 2004 ein Reisezentrum, danach übernahm eine private Agentur den Vertrieb.
Im April 2013 versteigerte DB Station&Service das Gebäude für 27.000 Euro. Das Bundesinstitut für Bau-, Stadt- und Raumforschung als neuer Eigentümer richtete ein selbstverwaltetes Jugendzentrum ein, das dazu dienen soll, junge Menschen an Stadtentwicklungsprozessen teilhaben zu lassen. Das „Demokratiebahnhof“ genannte Projekt nahm im Sommer 2014 seine Arbeit auf und wurde 2018 Landessieger des Deutschen Nachbarschaftspreises.

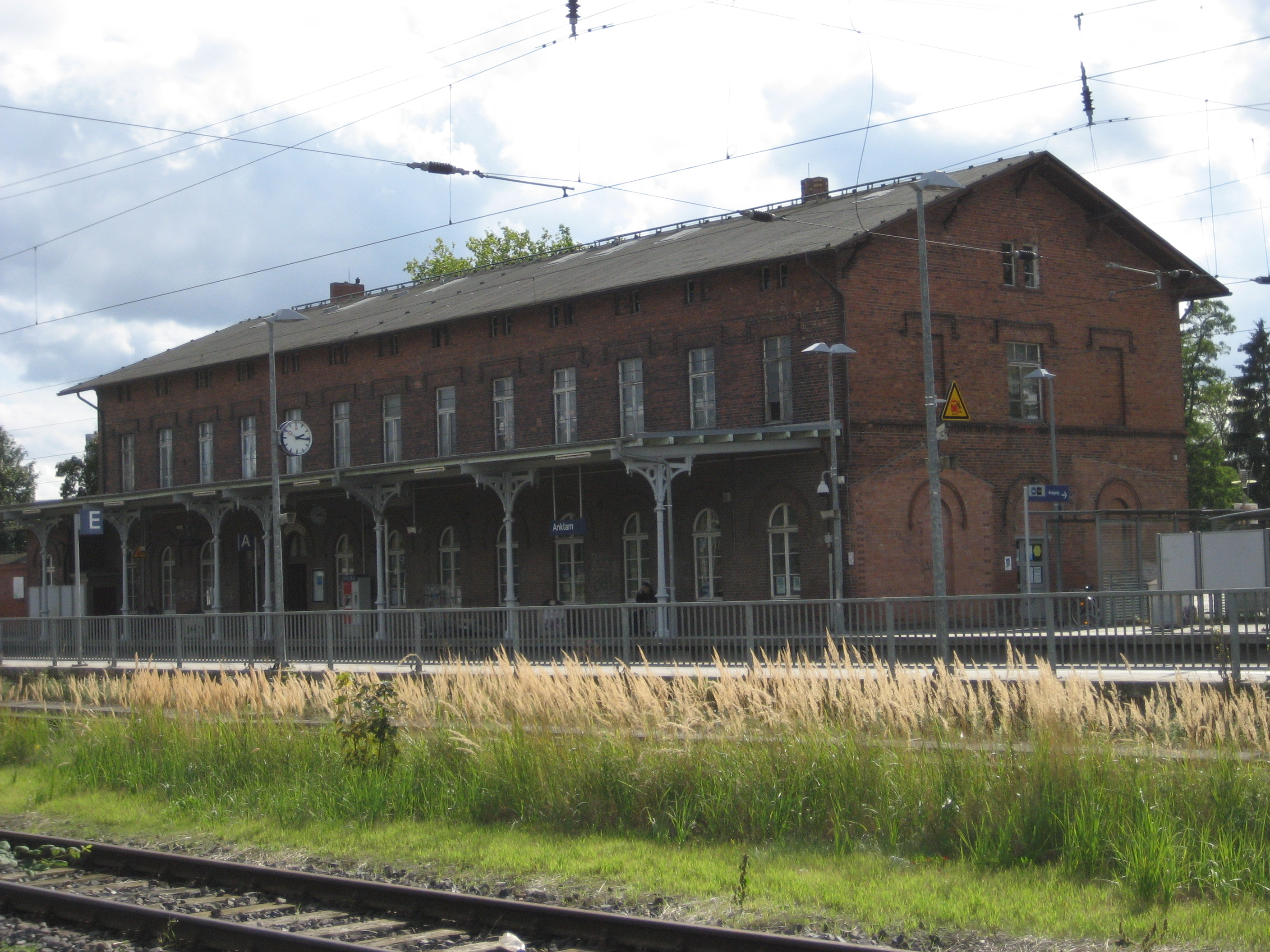
Empfangsgebäude, Gleisseite (2017)
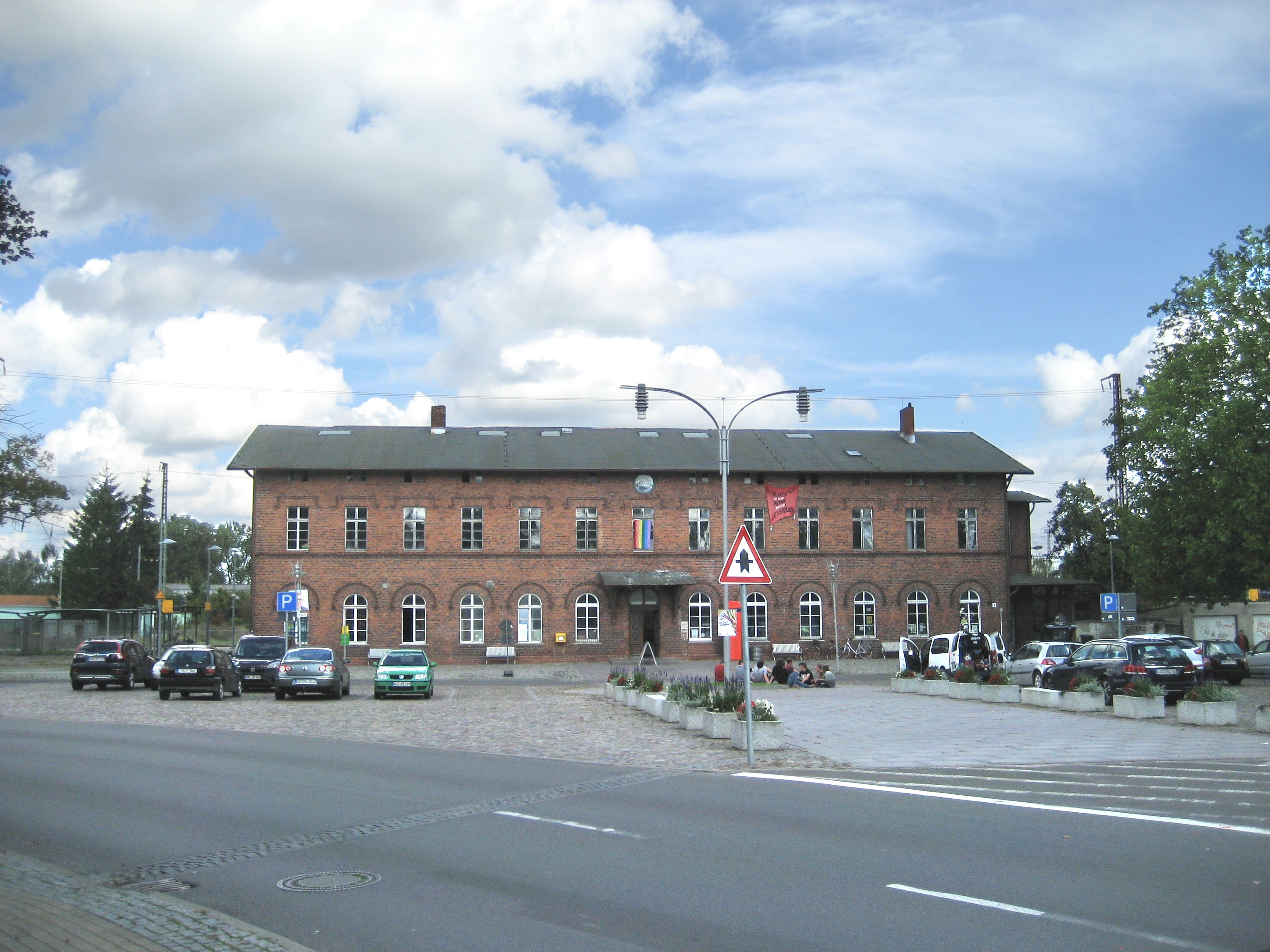
Empfangsgebäude, Straßenseite (2017)

- Empfangsgebäude, Gleisseite (2017)
- Empfangsgebäude, Straßenseite (2017)

### Bahnsteige und Gleise
Der Bahnhof erreichte um 1980 seine größte räumliche Ausdehnung. Die Gesamtlänge aller Gleisanlagen im Bahnhof belief sich auf rund elf Kilometer. Die Gleisbezeichnung folgte dem mit dem automatischen Streckenblock eingeführten Prinzip, dass aufsteigend von den durchgehenden Hauptgleisen die weiteren Gleise durchweg gerade beziehungsweise ungerade Nummern erhielten. Der Hausbahnsteig befand sich daher am Gleis 2, der Zwischenbahnsteig dagegen am Gleis 1, da es das Regelgleis in Richtung der Kilometrierung) ist. Die Bahnsteige waren 315 Meter (Gleis 2) beziehungsweise 290 Meter lang.
Neben dem Gleis 1 lagen zwei weitere Hauptgleise (3 und 5) zum Überholen. Alle Hauptgleise waren mit Ausfahrsignalen in beiden Fahrtrichtungen ausgestattet. An das Gleis 5 schlossen zwei Nebengleise (7 und 9) sowie zwei Ladegleise (11 und 13) an. Am Südende der Gleise 5 und 7 schlossen sich die Gleise der Zuckerfabrik an, über das Gleis 13 waren die Anschlussgleise zur Minol und dem AGZ angebunden. In nördlicher Verlängerung vom Gleis 3 gab es vor der Peenebrücke mit dem Gleis 14 ein kurzes Stumpfgleis.
An das Gleis 2 schloss sich nördlich des Empfangsgebäudes das Lokomotivabstellgleis 8 an, bis in die 1960er Jahre war dort eine 16-Meter-Drehscheibe angeschlossen. Weiter nördlich befand sich das Anschlussgleis der Hafenbahn. In südlicher Richtung lagen das Ausziehgleis 4 und das Abstellgleis 4a, an ersteres schlossen die vier Abstellgleise 22 bis 28 an, die als Abstellplatz für Bauzüge dienten, südlich davon lag das dezentrale Umformerwerk.
Nach dem Rückbau der Gleisanlagen 2004 waren von den 1980 aufgeführten Gleisen die Hauptgleise 1 bis 3, das Nebengleis 7 und das Abstellgleis 22 mit dem Ausziehgleis 21 (vorher Gleis 4) sowie die Anschlussgleise zum ehemaligen Hafenumschlagsbetrieb, zur Zuckerfabrik sowie zum Peenehafen erhalten geblieben. Die Bahnsteige wurden auf einheitlich 321 Meter Länge ausgebaut und haben nun eine Bahnsteighöhe von 550 Millimetern.

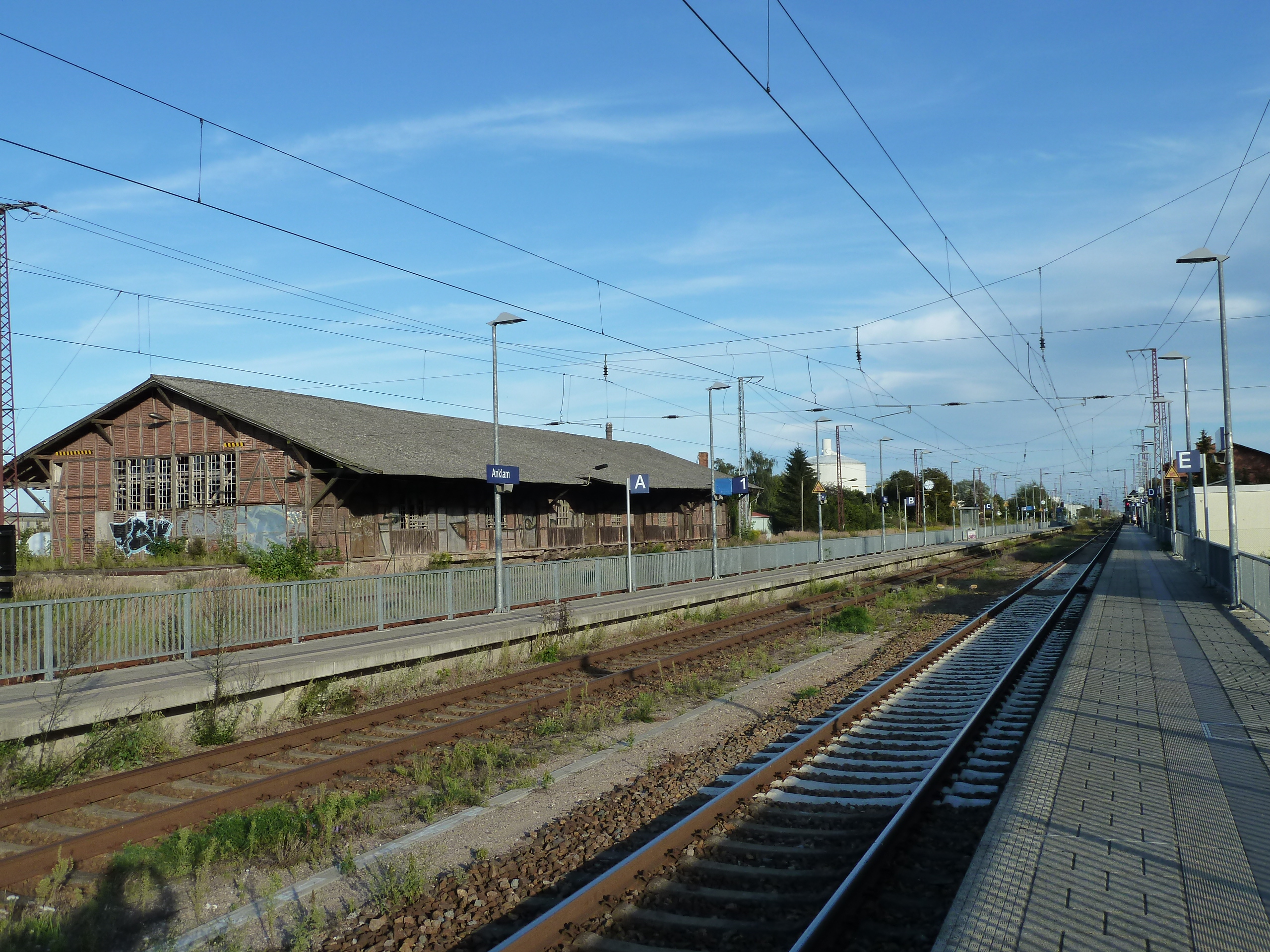
Bahnsteige und denkmalgeschützter Güterschuppen (2011)
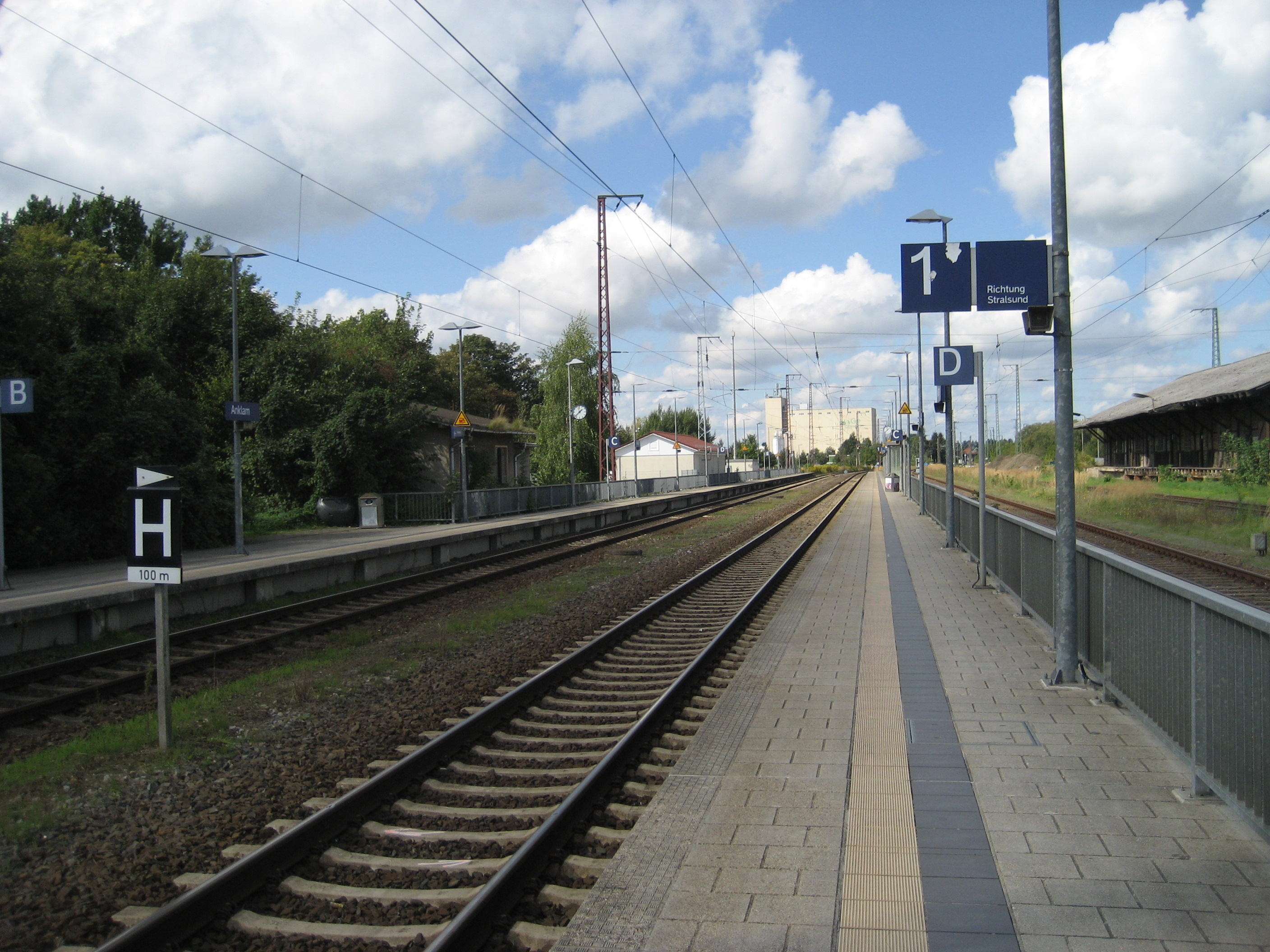
Zwischenbahnsteig (rechts) und Hausbahnsteig (links) (2017)

### Stellwerke

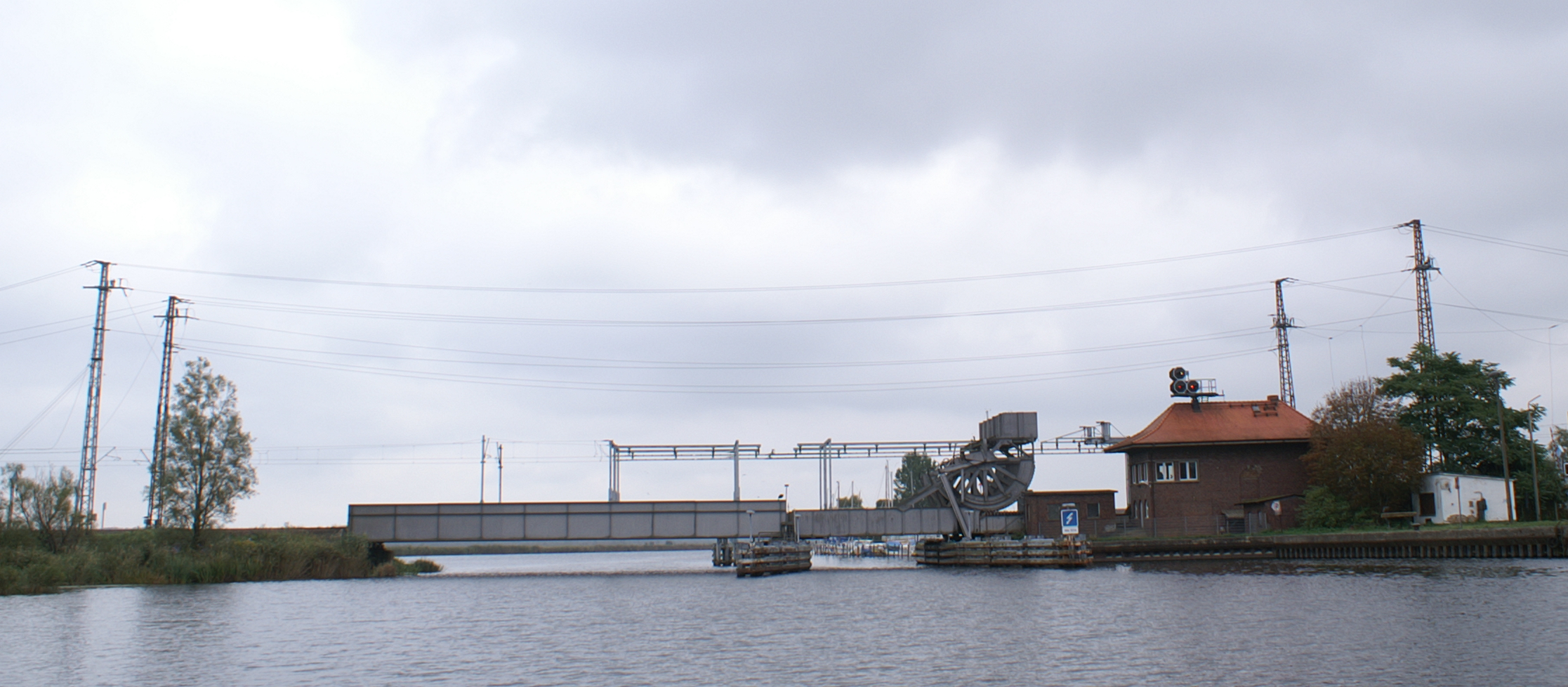
Peeneklappbrücke und Stellwerk Pkb, 2006

Im Bahnhof Anklam bestanden bis zur Inbetriebnahme des elektronischen Stellwerks 2005 drei Stellwerke.
Das Befehlsstellwerk Akf (Anklam Fahrdienstleiter) und das Wärterstellwerk Ant (Anklam Nordturm; ehemals Ntm) gingen im Zuge des zweigleisigen Ausbaus der Strecke am 1. November 1908 in Betrieb. Es handelte sich um mechanische Stellwerke der Bauform Zimmermann & Buchloh. Das Stellwerk Akf stand südlich des Empfangsgebäudes am Bahnübergang Bluthsluster Straße, der Nordturm befand sich in Höhe des Wasserturms. Die Blockeinrichtungen wurden 1936 erneuert. Die anfangs mechanisch mit Drahtzugleitungen bedienten Weichen des Südkopfs wurden in späteren Jahren mit elektrischen Antrieben ausgerüstet, sie wurden über elektrische Schlüsselsperren und Hebelbankschlösser in die Signalabhängigkeit einbezogen. Im Stellwerk Akf war dafür zusätzlich ein Gleisbildpult aufgestellt. Die Rbd Greifswald ersetzte die Formsignale des Einfahrsignals A und des Ausfahrsignals B am Gleis 2 durch Lichtsignale.
Das zweite Wärterstellwerk Pkb (Peeneklappbrücke) ging beim Ausbau der Klappbrücke 1930 in Betrieb und ersetzte die Wärterbude Pdk (Peenebrücke Deckungsstelle). Vor der Klappbrücke waren Deckungssignale aufgestellt, die der Weichenwärter wie die Brücke vom Stellwerk aus bediente. Bei Pkb handelte es sich um ein elektromechanisches Stellwerk der Bauform S&H 1912. Nach der Wiedereinrichtung des zweiten Gleises wurden die Weichen und Signale des Nordkopfs bis 1980 mit elektrischen Antrieben ausgerüstet und an das Stellwerk Pkb angebunden. Das nördliche Einfahrsignal H versetzte man auf die Nordseite der Peene, damit konnten die separaten Deckungssignale entfallen. Das damit leerstehende Stellwerk Ant nutzte zeitweilig eine Arbeitsgemeinschaft des Deutschen Modelleisenbahner-Verbandes; es wurde später abgebrochen.
Im Frühjahr 2005 errichtete DB Netz ein elektronisches Stellwerk. Zwischen dem 14. und 17. März erfolgten die Umschaltarbeiten, das ESTW ging am 18. März 2005 in Betrieb. Am 24. April 2005 waren die Arbeiten abgeschlossen. An die Unterzentrale sind abgesetzte Stellrechner in den Bahnhöfen Pasewalk, Jatznick, Ducherow und Miltzow angeschlossen. Seit 2009 werden auch die Bahnhöfe Züssow und Greifswald von Anklam aus gesteuert. Die Bedienung der Unterzentrale erfolgt im Regelfall aus der Betriebszentrale der DB Netz in Berlin-Pankow. Lediglich das Stellwerk Pkb ist noch mit einem Eisenbahner besetzt, der seine Aufgabe als Brückenwärter wahrnimmt. Die beweglichen Brückenüberbauten sind mit Schlüsselsperren in die Signalabhängigkeit einbezogen. Diese Abhängigkeit besteht seit dem Neubau der Brücke ab 2011 weiterhin.

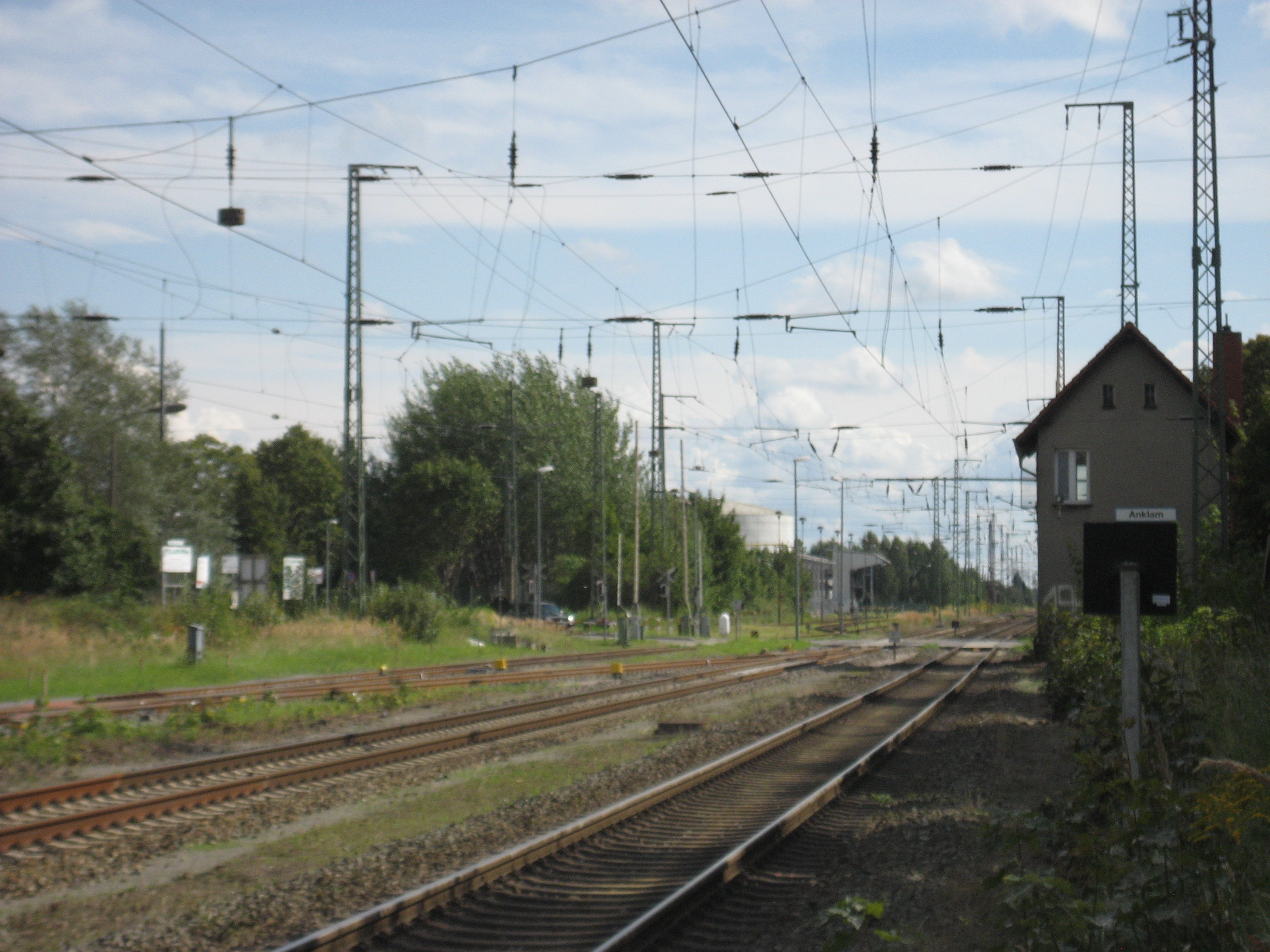
Stellwerk Akf (2017)
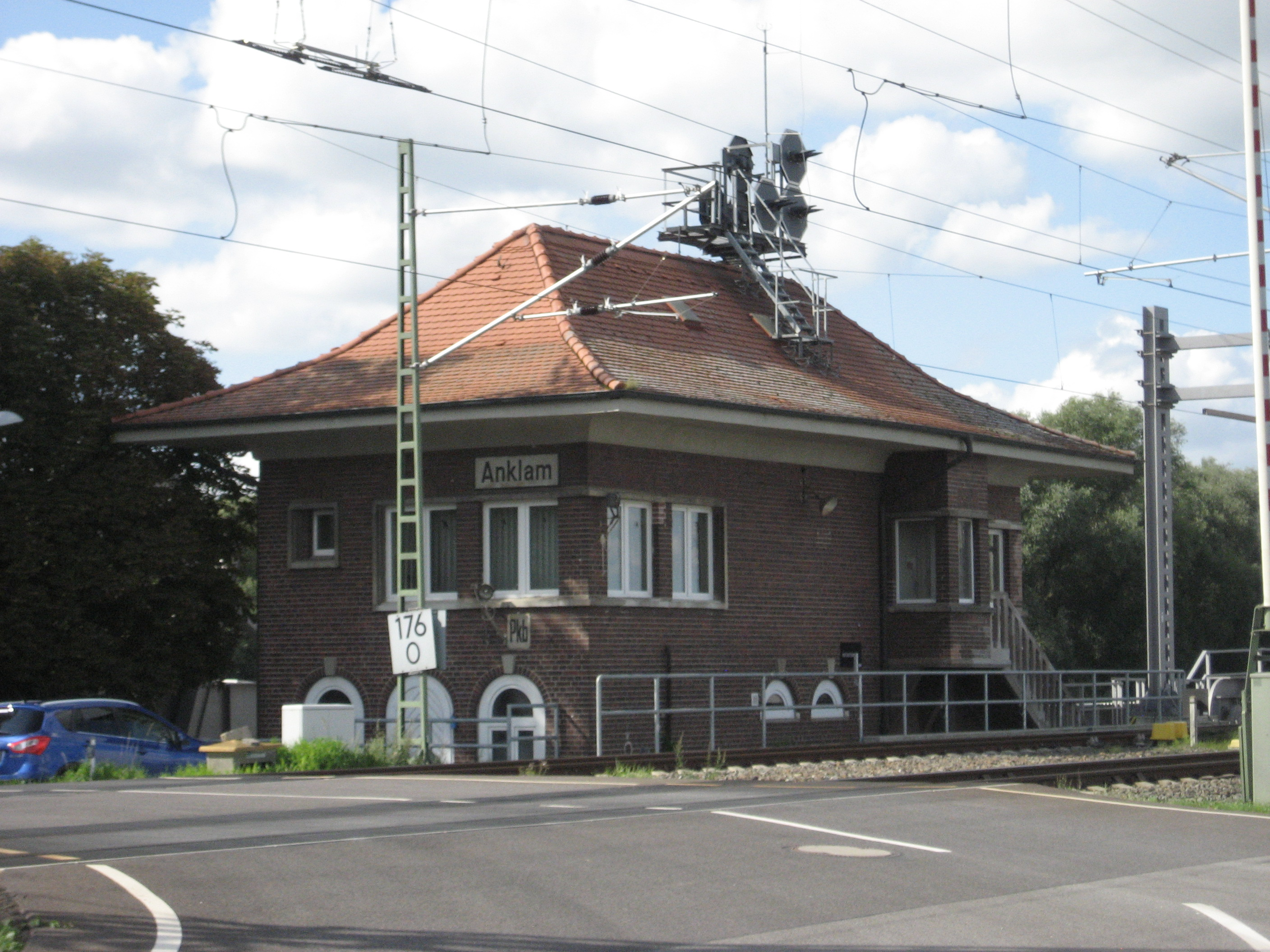
Stellwerk Pkb (2017)
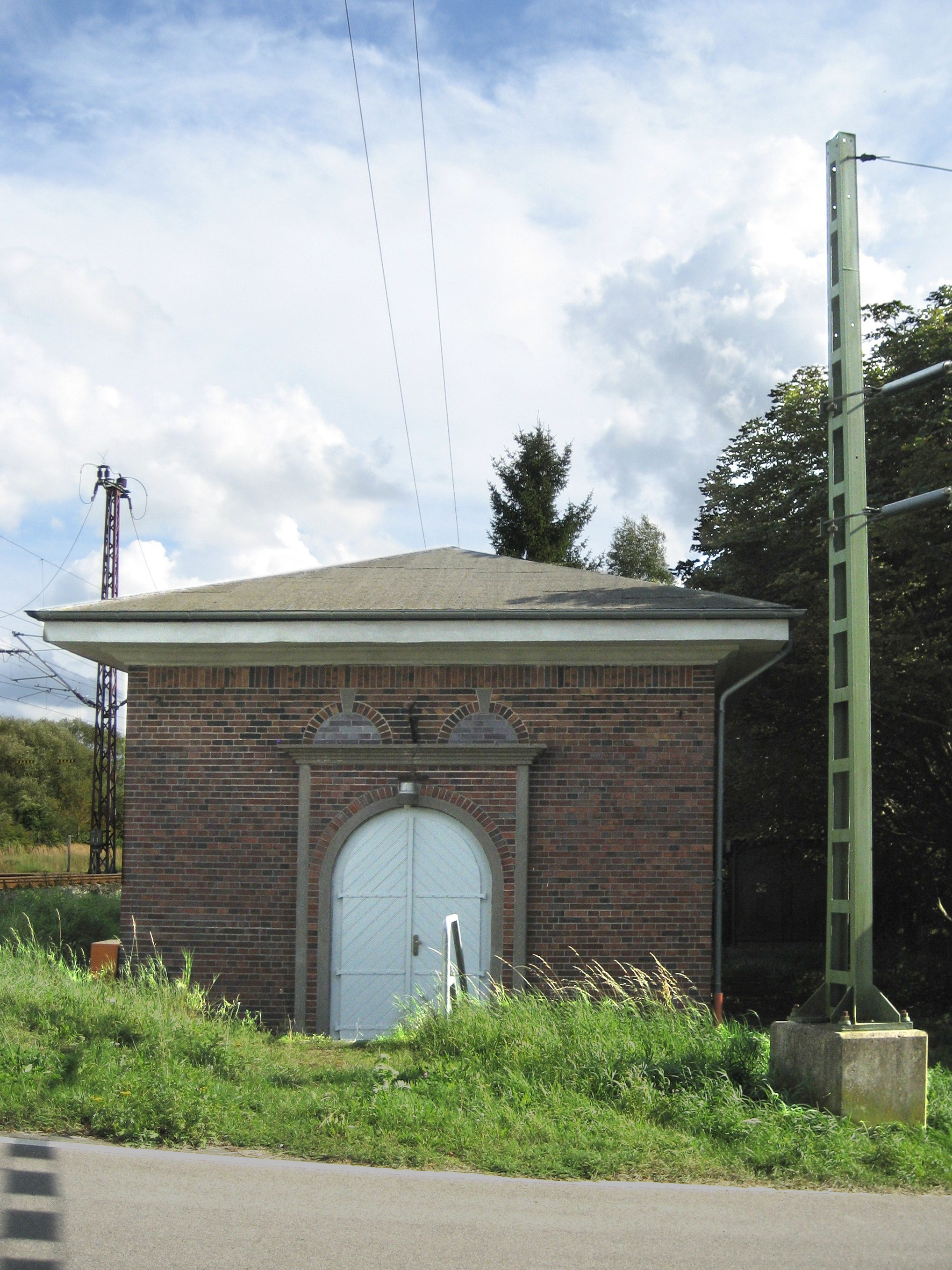
Nebengebäude in der Nähe des Stellwerks Pkb (2017)

### Kommunikationseinrichtungen
Die Kleinbasa Anklam war über zwei Bezirksfernsprechverbindungen mit der benachbarten Knoten-Basa in Pasewalk und der Groß-Endbasa in Greifswald erreichbar. Sie sorgte für die nötigen Fernsprechverbindungen zwischen den 20 wichtigsten Dienstposten des Bahnhofs und den Stellen anderer Hauptdienstzweige. An der Basa hingen unter anderem die Sanitätsstellen des Modelleisenbahnverbandes der DDR (MDV), Abschnittsbevollmächtigte der Transportpolizei, der Kreistransportbeauftragte und der Anklamer Agrarstützpunkt der Interflug.
Die Sprechstelle auf dem Befehlsstellwerk Akf wurde später auch ein Telefaxanschluss des öffentlichen Fernsprech- und Fernschreibnetzes der Deutschen Telekom. In der Güterabfertigung und Fahrkartenausgabe gab es bis zum Ende Anschlüsse des öffentlichen Netzes. Die Kommunikationssysteme wurden durch eine Bahnhofsringleitung, Signalfernsprechverbindungen und Rangierfunk ergänzt. Die Bahnsteige und die Bahnhofsvorhalle wurden zur Bekanntgabe von Fahrgastinformationen mit einer Lautsprecheranlage von der Aufsicht, später vom Fahrdienstleiter beschallt.

### Bahnübergänge und Fußgängerbrücke
Innerhalb der Bahnhofsgrenzen liegen zwei Bahnübergänge (BÜ). Der nördliche BÜ befindet sich im Hafengelände unmittelbar südlich der Peenebrücke und ist öffentlich nicht zugänglich, wird für den Zugang zu einem kleinen Yachthafen und für Anlegestellen von Lastkähnen genutzt. Der südliche Bahnübergang liegt in Höhe des ehemaligen Stellwerks Akf am Kreuzungspunkt der Bluthsluster Straße mit der Strecke. Die Straße kreuzt an dieser Stelle neben den beiden durchgehenden Hauptgleisen ein Anschlussgleis zur Zuckerfabrik. Bis zu seinem Rückbau 2005 kreuzte an dieser Stelle ein weiteres Fabrikanschlussgleis die Straße.
Da der südliche Bahnübergang infolge der Rangiertätigkeiten lange Schließzeiten aufwies, veranlasste die KED Stettin im Zusammenhang mit dem zweigleisigen Ausbau den Bau einer Fußgängerbrücke über die Gleisanlagen. Die Brücke kam vor allem den Arbeitern der Zuckerfabrik zugute. Die aus Stahlbeton gefertigte Brücke wies zwei Öffnungen von je 20 Metern Stützweite bei einer Gesamtlänge von rund 60 Metern auf. Die Überführung kreuzte die Strecke in einem Winkel von 37 Grad und lag somit in der Straßenflucht. Beim Luftangriff vom 9. Oktober 1943 wurde die Brücke zerstört. 1975 entstand an der Kreuzung eine neue Fußgängerbrücke, die die Gleise im rechten Winkel kreuzte. Der Bau musste 2003 aus Sicherheitsgründen gesperrt und zwei Jahre darauf abgebrochen werden.
Außerhalb der Bahnhofsgrenzen befanden sich zwei weitere Bahnübergänge. Nördlich des Einfahrsignals H an Posten 94 kreuzte die Greifswalder Straße (B 109) die Bahn. Neben den herkömmlichen Zugkreuzungen konnte es an diesem Übergang vorkommen, dass vor dem Einfahrsignal gestellte Züge auf dem Überweg zum Stehen kamen. Vor allem in den Sommermonaten kam es dadurch zu langen Staus bis in das Stadtzentrum Anklams, da die Straße Teil der kürzesten Verbindung von Berlin nach Usedom war. Der Übergang wurde nach der Inbetriebnahme einer Umgehungsstraße geschlossen. Auf Höhe des südlichen Einfahrsignals lag für die Zufahrt zur Zuckerfabrik ein weiterer Bahnübergang, der seit der Eröffnung einer Umgehungsstraße am 21. November 1994 ebenfalls geschlossen ist. Die Sicherung erfolgte durch den Po 93.

Fußgängerbrücke (1909)
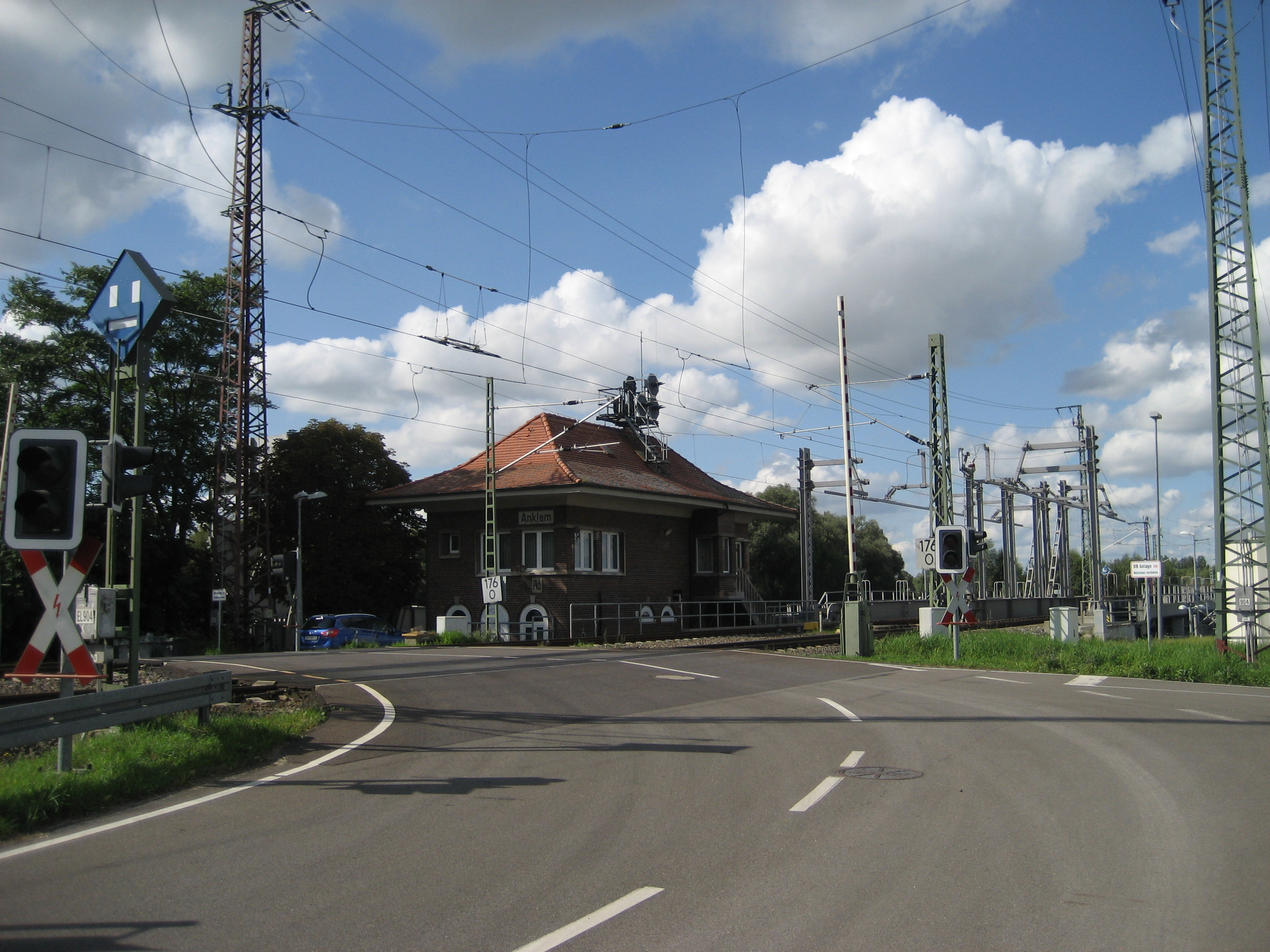
Bahnübergang an der Peenebrücke (2017)
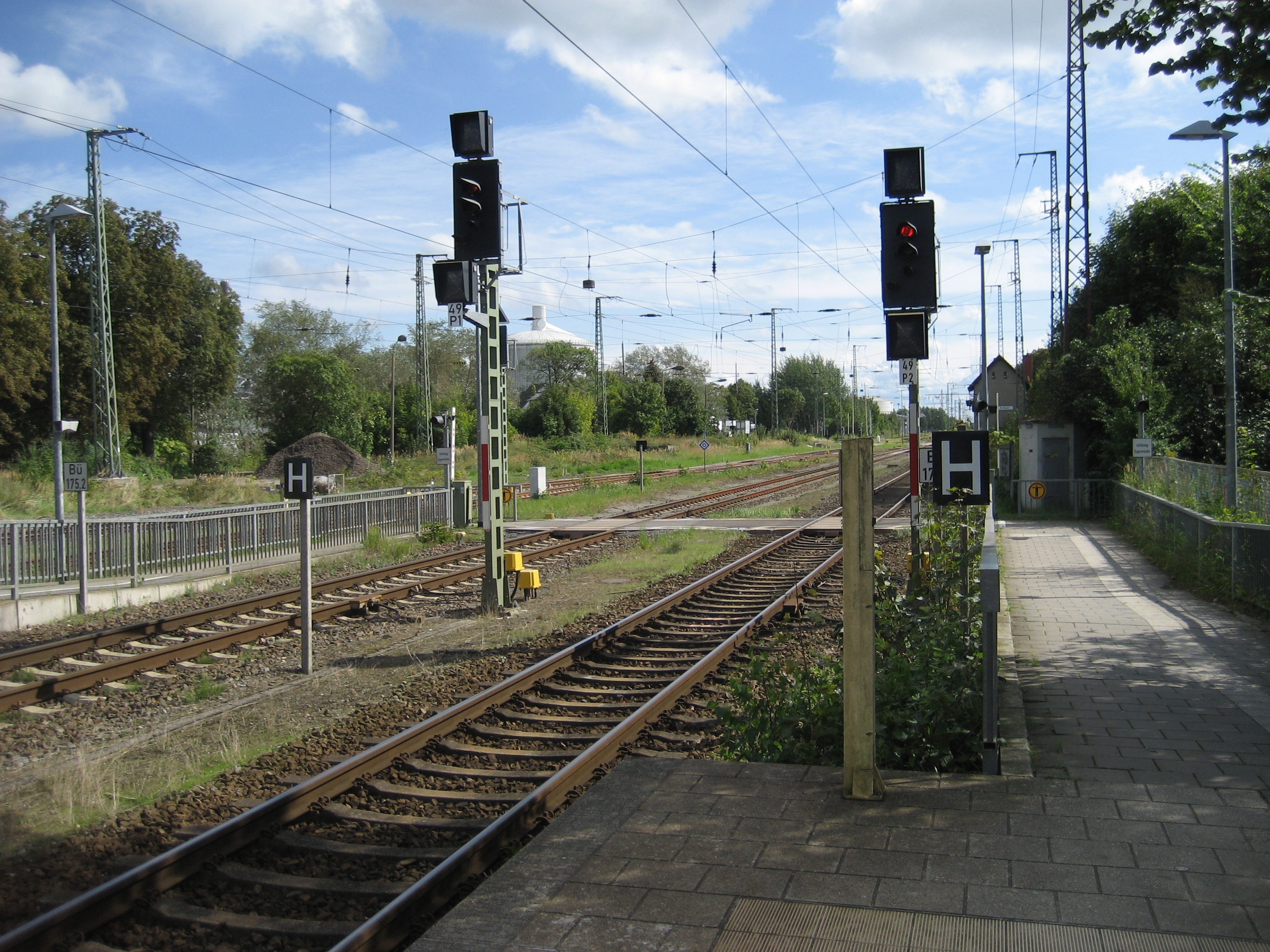
Reisendenübergang (2017)
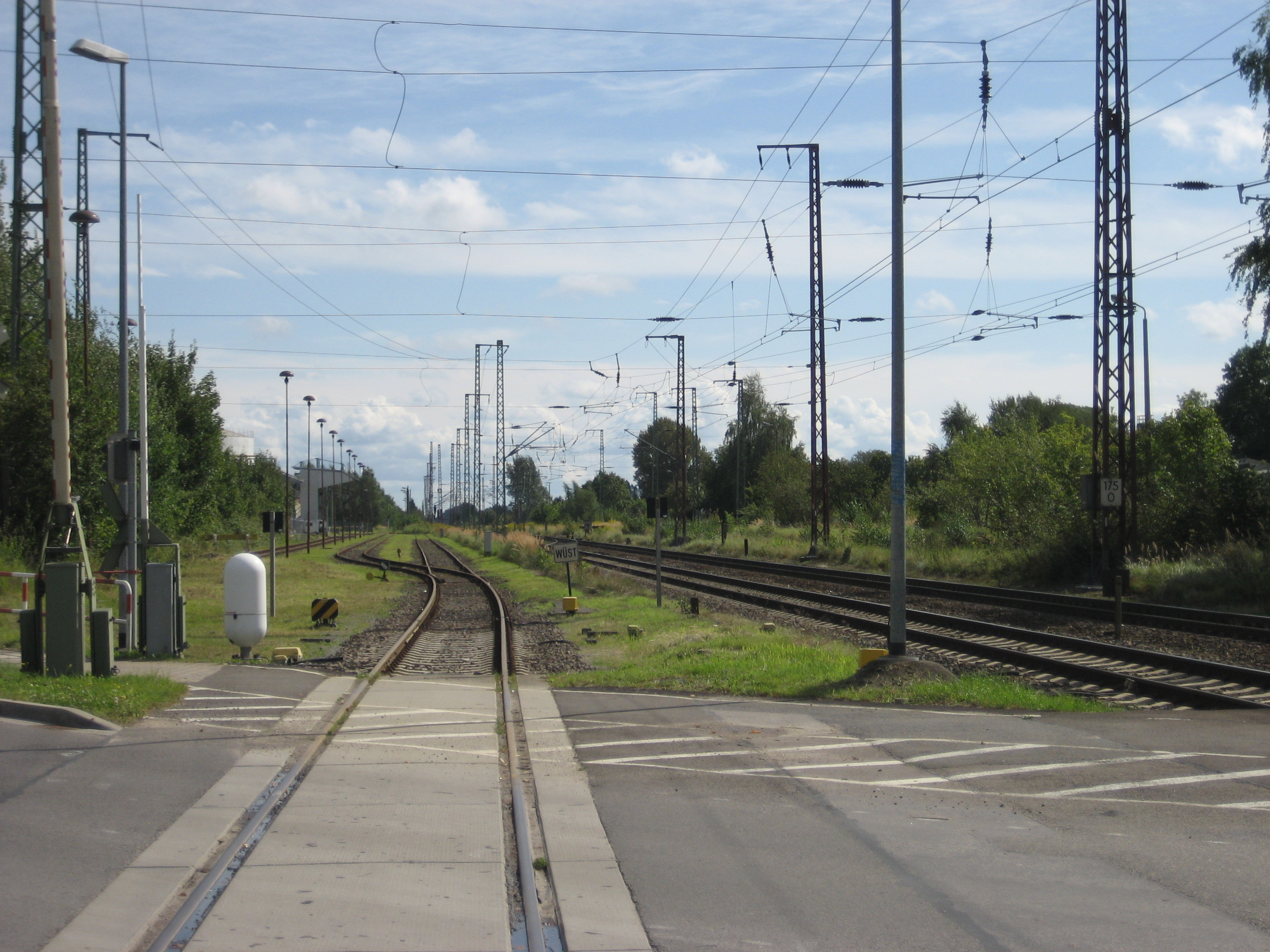
Bahnübergang an der Bluthsluster Straße (2017)
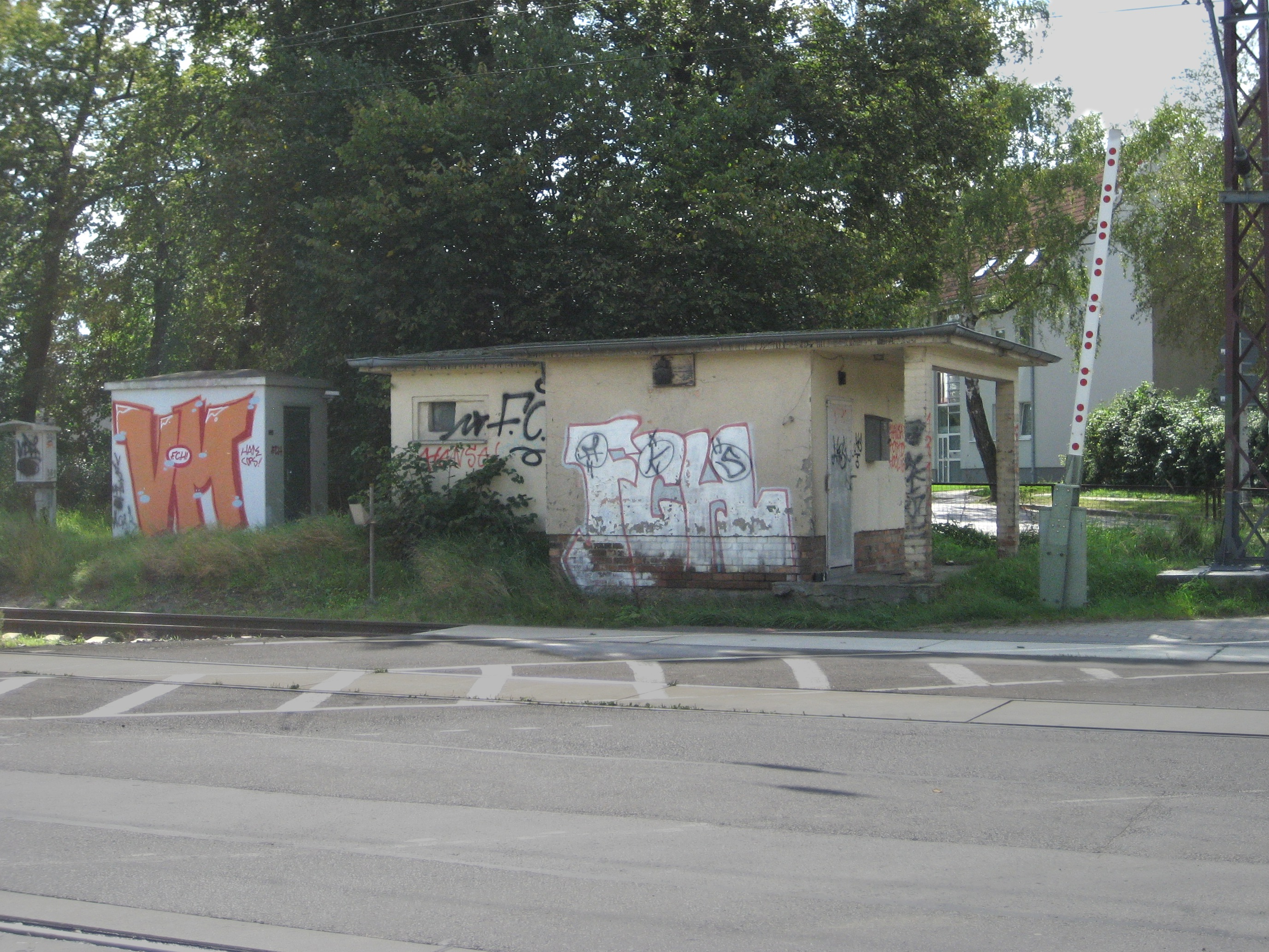
Nebengebäude am Bahnübergang an der Bluthsluster Straße (2017)

### Güterbahnhof
Östlich der Gleise lagen die Einrichtungen für den Güterverkehr. Der Bahnhof besaß eine gepflasterte zweigeteilte und zweiseitig zugängliche Ladestraße. Der nördliche Teil war 180 Meter lang und an die Gleise 11 und 13 angeschlossen. Der südliche Teil hatte eine Länge von 220 Metern und verlief parallel zum Gleis 11. Am Südende lag eine Kopf- (Gleis 11) und Seitenrampe (Gleis 9), die 33 × 15 Meter maßen und auf 60 Tonnen Tragkraft ausgelegt waren. Für die Abfertigung von Stückgut gab es eine 910 m² große Umschlaghalle zwischen dem Nord- und dem Südteil der Ladestraße. Die Ladestraße und der Güterschuppen stehen unter Denkmalschutz. Nördlich der Güterabfertigung befanden sich die Anschlussgleise der Minol und des Agrochemischen Zentrums (AGZ). Bis 1969 bestand zudem Umladebetrieb zwischen Regel- und Schmalspurbahnen, hierzu gab es in der Nähe des Kleinbahnhofs eine Umladerampe. Die Güterabfertigung wurde nach der Wende geschlossen.

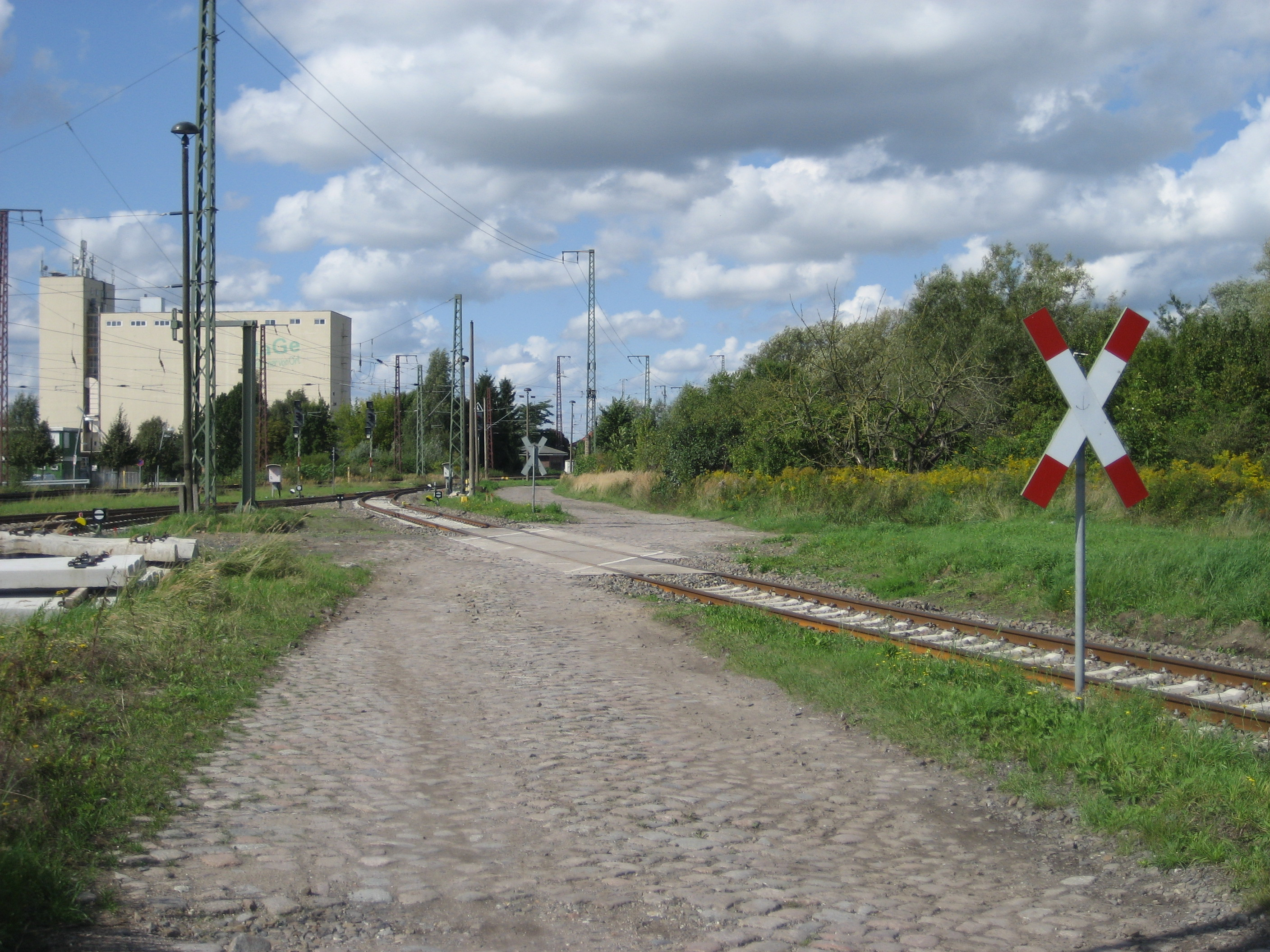
Bahnübergang am Güterbahnhof (2017)
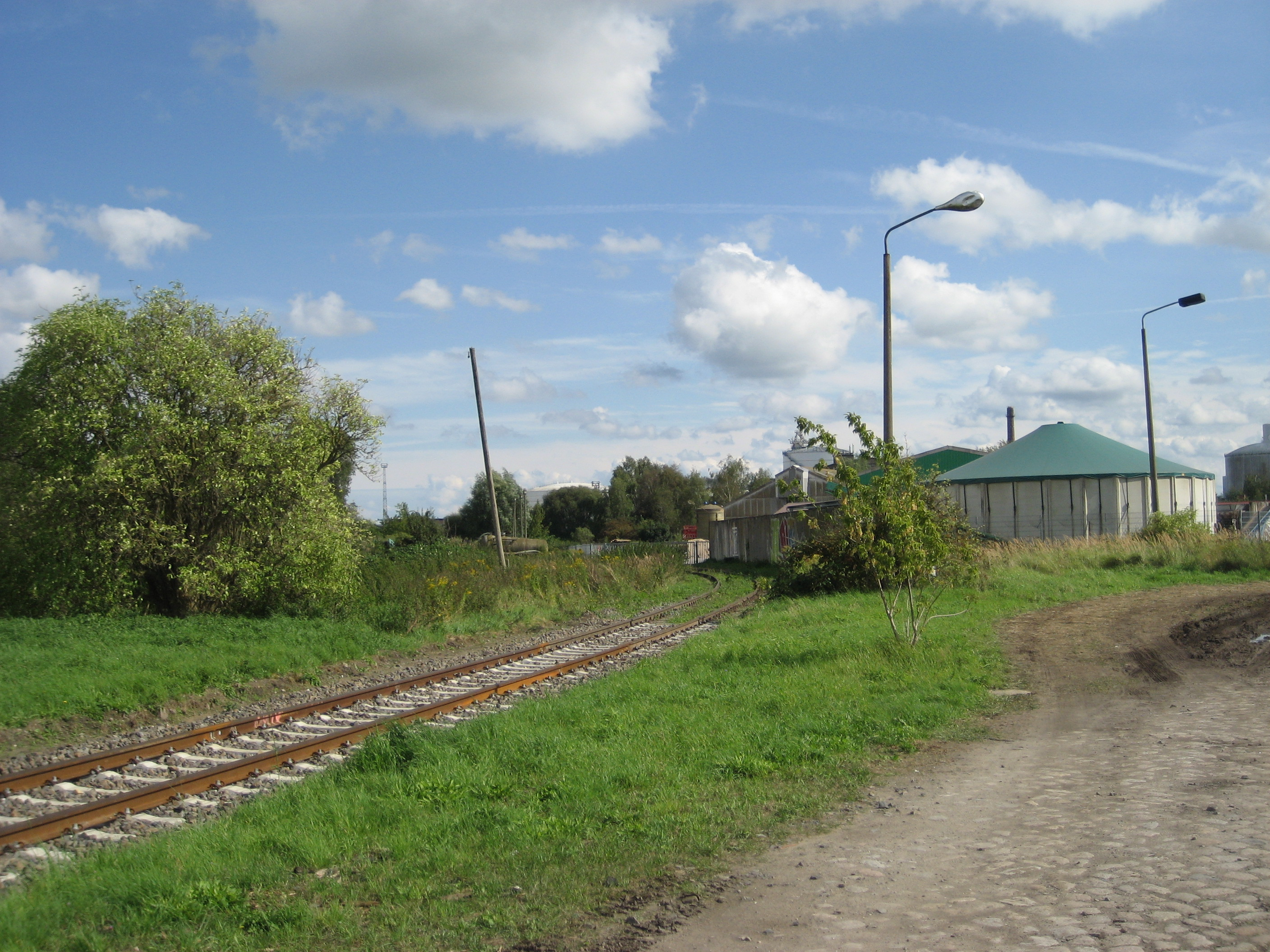
Anschlussgleis des Güterbahnhofs (2017)
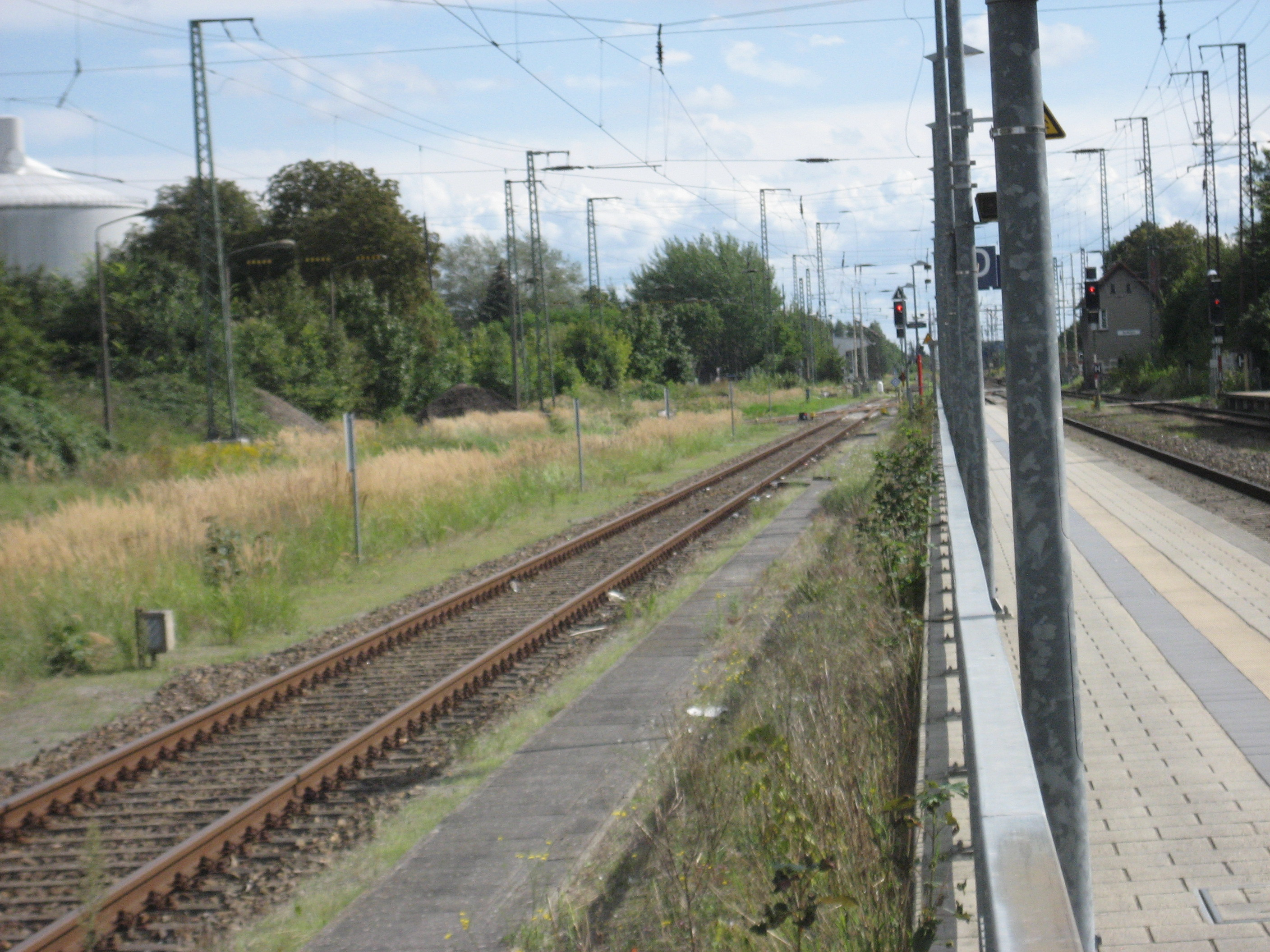
Gleise zum Güterschuppen (2017)
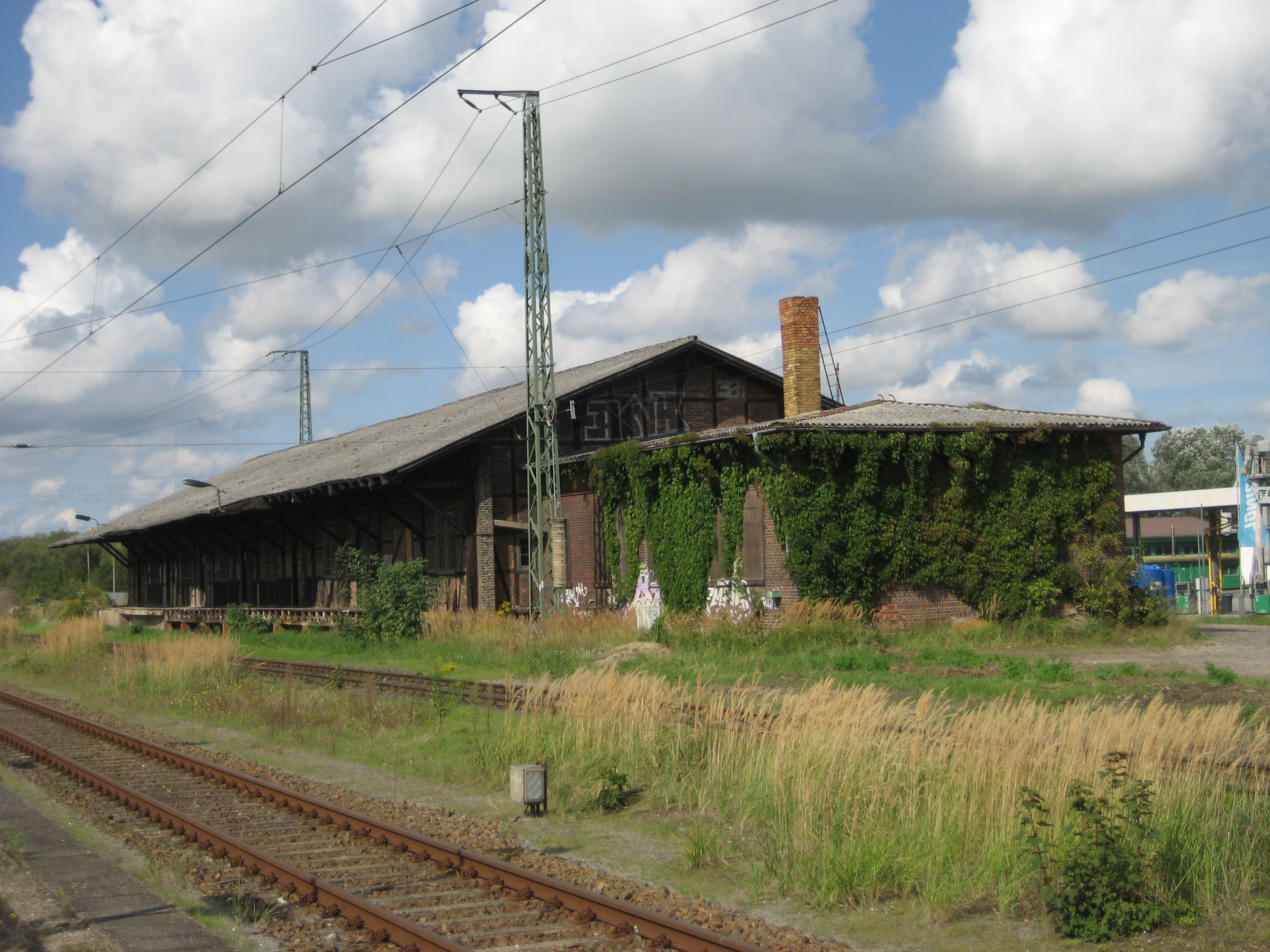
Güterschuppen, Gleisseite (2017)
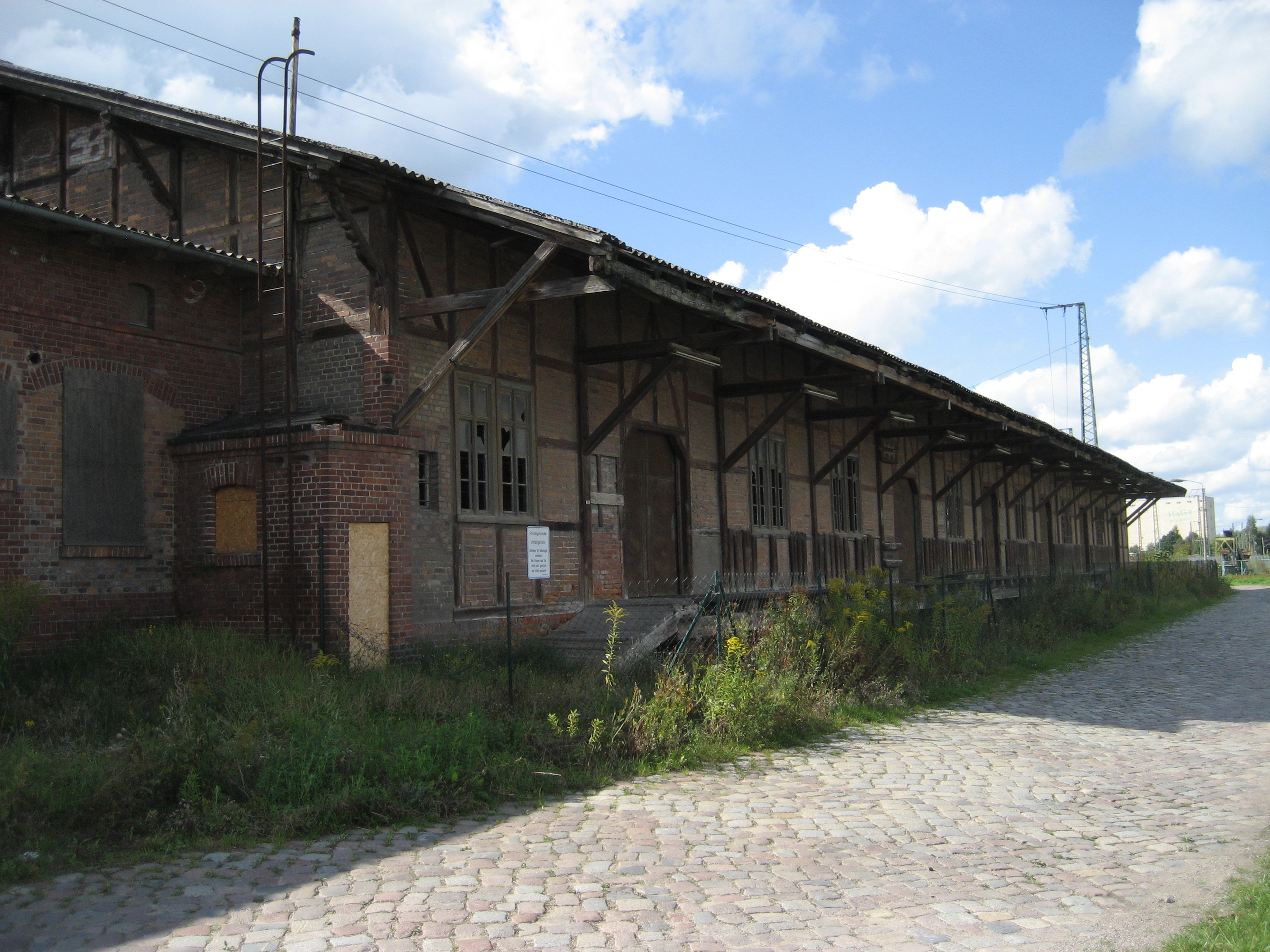
Güterschuppen mit Ladestraße (2017)

### Lokbahnhof
Der Lokbahnhof Anklam bestand seit der Betriebsaufnahme 1863 und befand sich nördlich des Empfangsgebäudes. Die Lokstation unterstand bis zum Zweiten Weltkrieg dem Bw Stralsund, nach 1945 unterstellte die Rbd Greifswald die Einsatzstelle dem Bw Pasewalk. Am Lokbahnhof befanden sich ein Wasserturm mit 150 Kubikmetern Fassungsvermögen, eine handbetriebene 16-Meter-Drehscheibe, ein zweiständiger Lokschuppen, Kohlenbansen, Entschlackungsgrube, Werkstatt, Schmiede und ein Beamtenwohnhaus.
Im Jahr 1931 war neben mehreren Maschinen der Baureihe 8970 eine Tenderlokomotive der Reihe 740–3 in Anklam stationiert. Ab 1935 stationierte die Rbd Stettin ferner die Kleinlokomotive (Kö 4449) für Rangiertätigkeiten in Anklam. Ab 1940 war ferner eine Lokomotive der Baureihe 744–13 stationiert, die als Leihmaschine von der französischen SNCF stammte. Die Maschine war ursprünglich bei der Preußischen Staatsbahn als 7769 Berlin in Dienst gestellt worden. Während des Zweiten Weltkrieges diente die Einsatzstelle als Ausweich-Betriebswerk für den Fall der Beschädigung eines der benachbarten Bahnbetriebswerke. Nach der Übernahme der MPSB durch die Reichsbahn ordnete diese deren Anklamer Werkstätten ebenfalls der Einsatzstelle Anklam zu. Der normalspurige Lokomotivbestand umfasste eine Rangierlokomotive und bis zu zwei Zuglokomotiven.
Anfang der 1960er Jahre wurde die Drehscheibe durch eine Weichenverbindung ersetzt und der Lokschuppen abgebrochen. Bis Mitte der 1960er Jahre waren neben den Lokomotiven der Baureihe 74 auch eine Maschine der Baureihe 562 im Rangierdienst anzutreffen. Sie wurden durch Diesellokomotiven der Baureihe V 15 (ab 1970: Baureihe 101) abgelöst, später stand eine Lok der Reihe V 23 (ab 1970: Baureihe 102.0), ab 1970 eine Lok der Baureihe 102.1 zur Verfügung. Der Einsatz von Lokomotiven der Baureihe 106 soll ab September 1976 erfolgt sein. Im Streckendienst waren in Anklam nach dem Zweiten Weltkrieg Lokomotiven der Baureihen 42 und 52 eingesetzt. Da keine Wendemöglichkeit mehr bestand, konnten die Lokomotiven lediglich Wasser fassen.
Nach der Stilllegung der Schmalspurbahnen bis 1969 war Anklam formal nur noch eine Personaleinsatzstelle. Dennoch existierte weiterhin ein eigener Güterzug- und Rangierdienstplan mit Dienstbeginn und -ende in Anklam. Die Arbeiterwohngenossenschaft in Pasewalk errichtete neue Wohnungen, sodass das Anklamer Personal die Möglichkeit hatte, an den Dienstort Pasewalk umzuziehen. Ab Juni 1973 teilte das Bw Pasewalk dem Lokbahnhof eine ölgefeuerte Lokomotive der Reihe 50.0 zu, die bis 1980 vor zwei Nahgüterzügen zwischen Pasewalk, Anklam und Klein Bünzow eingesetzt wurde. Bis 1985 setzte man für den Plandienst eine Diesellokomotive der Baureihe 110 ein, für die darauffolgenden zwei Jahre eine Lok der Reihe 112. Ab 1987 kam eine Maschine der Baureihe 120 zum Einsatz. Mit dem Rückgang der Verkehrsleistungen infolge der politischen Wende wurde die Personaleinsatzstelle Anklam 1990 aufgelöst. Die Dienstpläne wurden so gestaltet, dass Dienstbeginn und -ende in Pasewalk waren. Der Wasserturm wurde im gleichen Jahr gesprengt.

## Kleinbahnen
In den Jahren 1895 und 1896 errichteten die Mecklenburg-Pommersche Schmalspurbahn (MPSB) und die Anklam-Lassaner Kleinbahn (ALKB) von Anklam ausgehend mehrere Kleinbahnstrecken nach Lassan, Leopoldshagen und Dennin. Der Kleinbahnhof der ALKB befand sich anfangs nördlich der Peene an der Greifswalder Straße, später lag der Bahnhof im Bereich des Stadthafens. Der MPSB-Bahnhof befand sich südlich des Staatsbahnhofs. Die Strecke der ALKB nach Lassan führt nach Norden aus der Stadt heraus und kreuzte die Staatsbahnstrecke beim Posten 94. Beide Bahnen verfügten über eigene Anschlussgleise zum Hafen und zur Zuckerfabrik. Das Fabrikanschlussgleis der ALKB kreuzte die Staatsbahn in Höhe der Peenebrücke. Da das Gelände in diesem Bereich stark ansteigt, kam es wiederholt zu Stauungen der Kleinbahnwagen und der Blockierung der Staatsbahnstrecke, sodass das Gleis 1928 aufgegeben wurde. Die ALKB nutzte seitdem den Anschluss der MPSB mit. Die MPSB-Gleise verliefen zunächst westlich der Staatsbahn. Die Strecke nach Leopoldshagen kreuzte die Staatsbahn beim Posten 93, kurz dahinter befand sich der Anschluss zur Zuckerfabrik. Die Gleiskreuzungen waren über Deckungssignale an beiden Strecken sowie Gleissperren an den Schmalspurstrecken gegeneinander abgesichert.
Die Strecke der ALKB wurde bis zum 25. August 1945 aufrechterhalten und musste dann auf Weisung der SMAD eingestellt werden. Die Gleise wurden als Reparationsleistung abgebaut. Das gleiche Schicksal ereilte die MPSB-Strecke nach Leopoldshagen. Der beim Luftangriff vom 9. Oktober 1943 zerstörte Kleinbahnhof wurde durch eine Baracke ersetzt, in dem sich ein Warteraum und die Fahrkartenausgabe befanden, außerdem das Büro das Fahrdienstleiters. Am 1. Januar 1950 ging die verbliebene MPSB-Strecke von Anklam nach Dennin in das Eigentum der Deutschen Reichsbahn über. Diese stellte den restlichen Personenverkehr am 1. Juni 1969 ein, der Güterverkehr folgte am 27. September 1969.

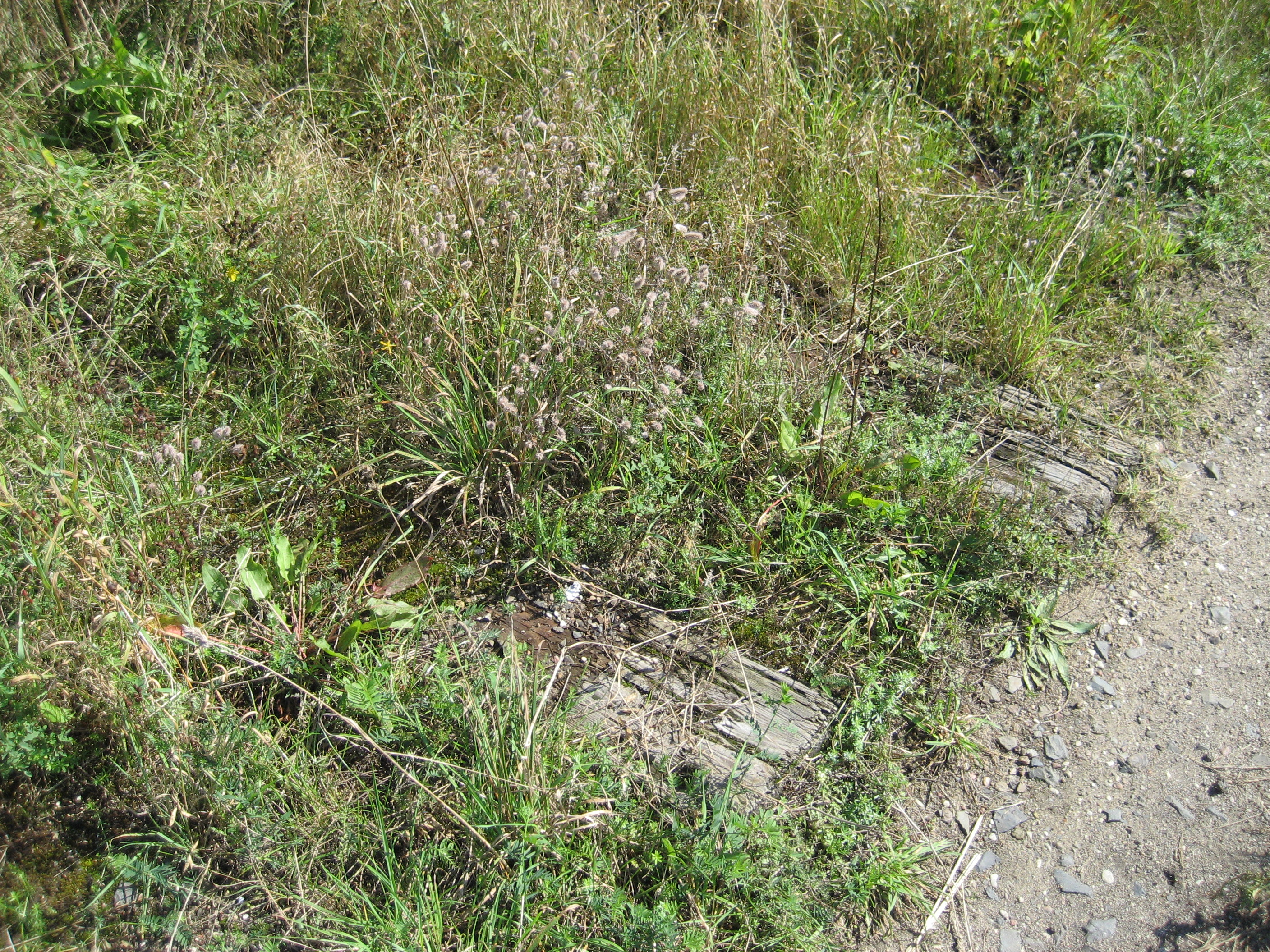
Verbliebene Holzschwellen am Kleinbahnweg (2017)
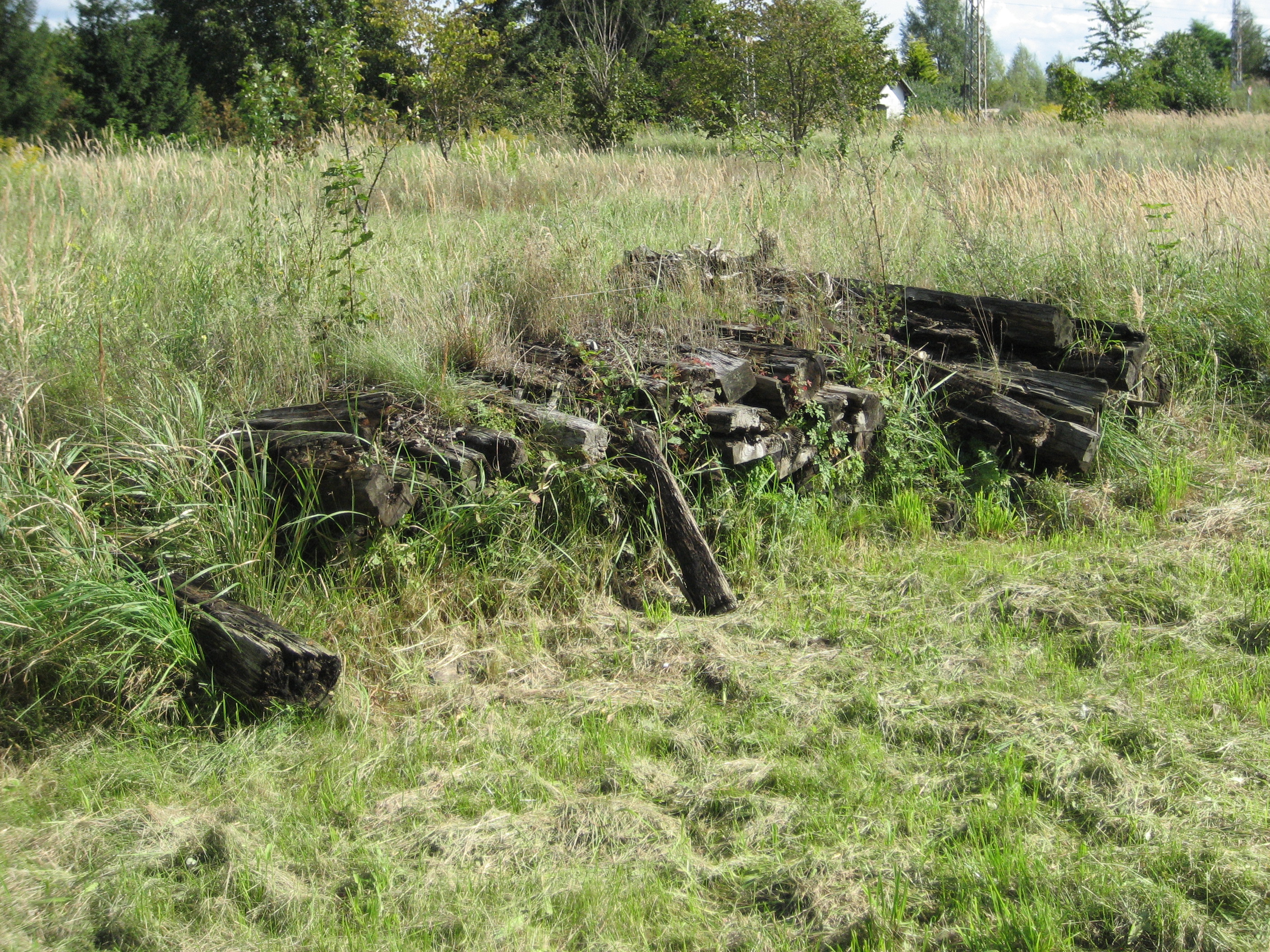
Verbliebene Holzschwellen am Kleinbahnweg (2017)
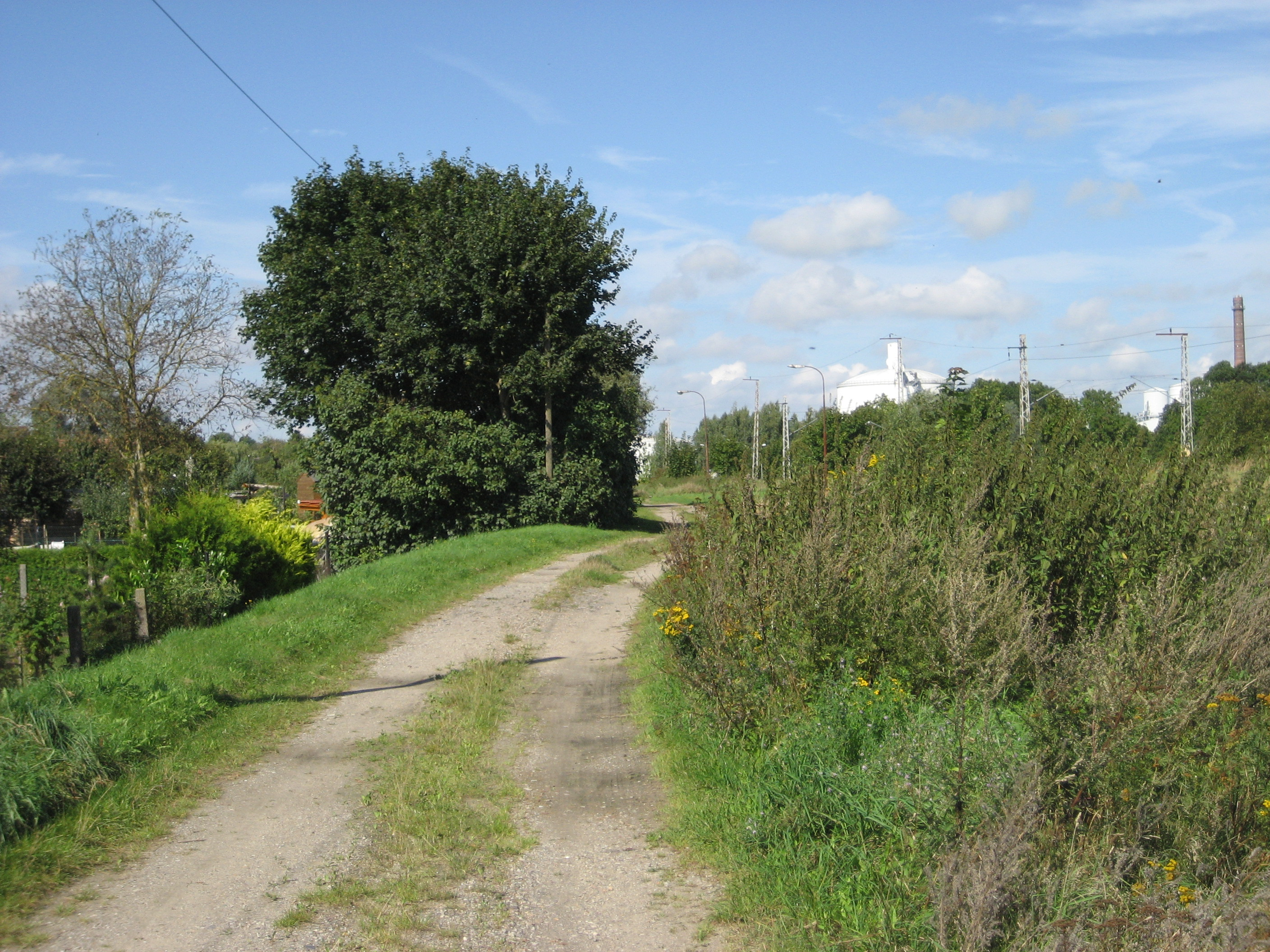
Kleinbahnweg (2017)
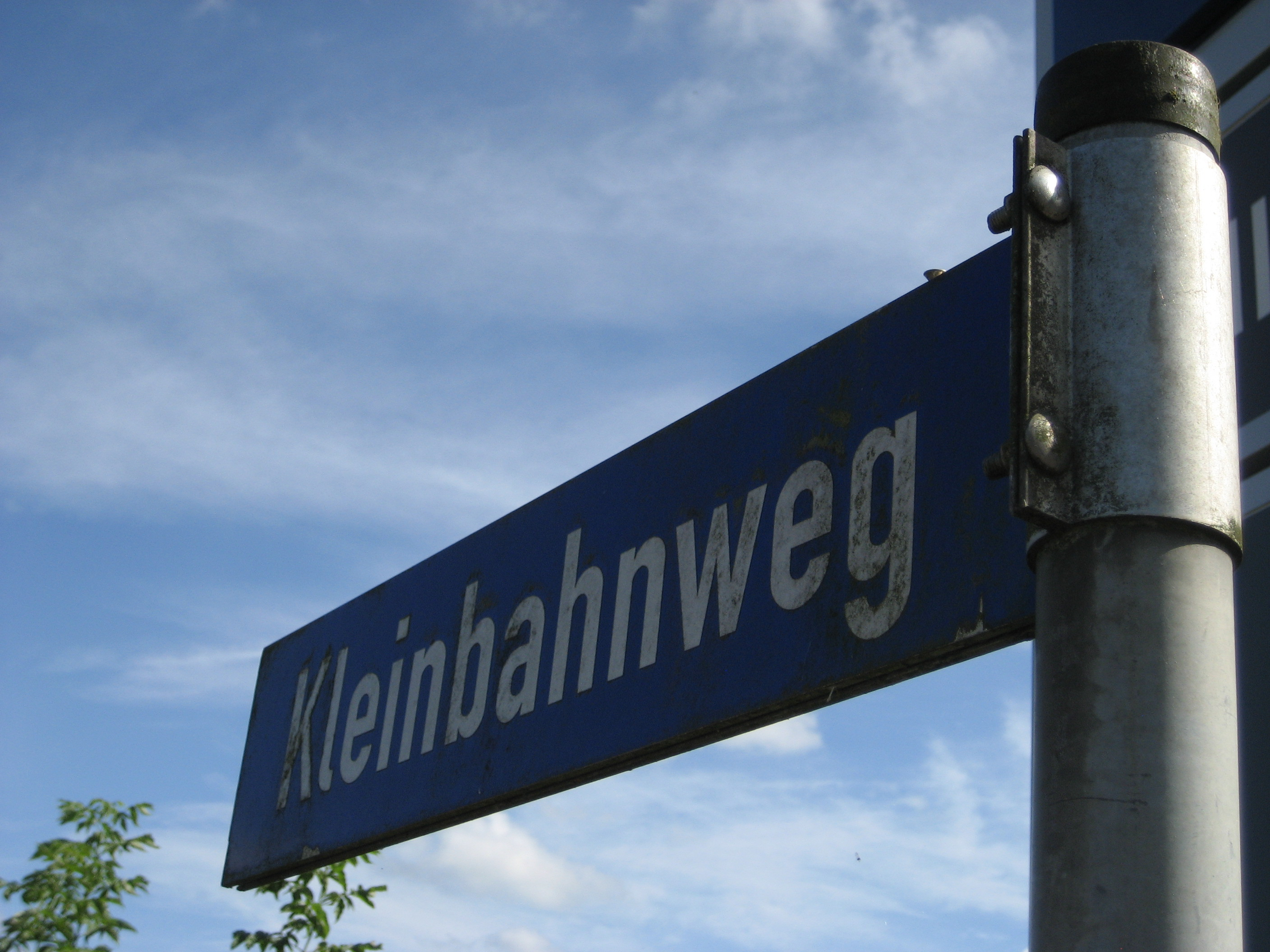
Straßenschild des Kleinbahnwegs (2017)

- Verbliebene Holzschwellen am Kleinbahnweg (2017)
- Verbliebene Holzschwellen am Kleinbahnweg (2017)
- Kleinbahnweg (2017)
- Straßenschild des Kleinbahnwegs (2017)

## Verkehrsangebot

### Personenverkehr

#### Entwicklung
Der erste Fahrplan vom 16. März 1861 sah zwei Reisezugpaare und ein Güterzugpaar zwischen Angermünde und Anklam vor. Mit der Verlängerung nach Stralsund wurde das Angebot auf zwei Reisezugpaare zwischen Berlin, Anklam und Stralsund sowie je ein gemischtes Zugpaar zwischen Anklam und Angermünde beziehungsweise Anklam und Stralsund ausgedehnt. Kurze Zeit darauf fasste die BStE die beiden gemischten Zugpaare zusammen und verlängerte den Zuglauf bis Berlin. 1896 fuhren vier Reisezugpaare von Anklam in Richtung Berlin und Stralsund. Die ab dem 1. Mai 1897 verkehrenden Durchgangszüge hielten anfangs nicht in Anklam. Im Sommerfahrplan 1914 hielten in Anklam von und nach Stralsund fahrend sechs Personenzugpaare in Richtung Angermünde und Berlin, je ein Eilzugpaar in Richtung Berlin und Stettin und ein Durchgangszug-Paar nach Berlin. Ergänzt wurden diese durch ein Personenzugpaar zwischen Anklam und Stralsund. Für den Schülerverkehr fuhr werktags morgens ein Zug von Züssow nach Ducherow sowie in der Gegenrichtung von Ferdinandshof nach Anklam. Die ALKB fuhr mit drei Zugpaaren nach Lassan, davon eines bei Bedarf. Die MPSB setzte auf den Strecken nach Dennin und Uhlenhorst zwei Zugpaare ein, auf der Strecke nach Leopoldshagen fuhren drei Züge (zurück: vier), davon einer bei Bedarf (zurück: zwei).
Neben dem Transport von Reisenden, Post und Gepäck dienten die Reisezüge auch der Beförderung von Expressgut. Die Gärtnerei in Borckenfriede verschickte Gemüse mit dem Frühzug zum Anklamer Wochenmarkt. In den 1920er und 1930er Jahren weitete die Deutsche Reichsbahn das Zugangebot weiter aus. Der Sommerfahrplan 1939 wies unter anderem folgende Verbindungen aus: Zwischen Berlin und Stralsund beziehungsweise Saßnitz verkehrten zwei Schnell-, ein Eil- sowie vier Personenzugpaare. Hinzu kamen ein Eilzugpaar zwischen Stettin und Stralsund, ein nächtlicher Eilzug von Pasewalk nach Stralsund, ein Personenzug von Saßnitz nach Pasewalk und ein nachmittäglicher Schülerzug von Anklam nach Ducherow. Teilweise wurden die Eilzüge durch Vorzüge verstärkt. Auf den Kleinbahnen blieb das Angebot mit zwei bis drei täglichen Zugpaaren annähernd identisch.
Mit dem Beginn des Zweiten Weltkrieges war der allgemeine Reiseverkehr starken Einschnitten unterworfen. Auf der anderen Seite setzte die Reichsbahn vermehrt Sonderzüge für verschiedenste Zwecke ein. Ab November 1939 kamen als Folge des Deutsch-Sowjetischen Nichtangriffspaktes beispielsweise 2500 Baltendeutsche in Anklam an, die bis zur Umsiedlung in den Reichsgau Wartheland 1940 in der Stadt verweilten. Für Soldaten setzte die Reichsbahn Fronturlauberzüge ein. Mit der Bombardierung der westdeutschen Städte wurde die dort ansässige Bevölkerung mit Obdachlosenzügen unter anderem nach Anklam und die nähere Umgebung gefahren. Den letzten größeren Verkehrsandrang während des Krieges verzeichnete der Bahnhof am 25. und 26. April 1945, als bis zu 10 000 Soldaten der 102. Infanteriedivision von Swinemünde nach Anklam verlegt wurden, um im Verlauf der Peene eine neue Verteidigungsstellung aufzubauen. Am 28. April 1945 fuhren die letzten Züge auf den Gleisen der MPSB, einen Tag darauf befreite die Rote Armee die Stadt.
Im Juni 1945 begann auf der Strecke wieder abschnittsweise die Aufnahme des Zugverkehrs. Die ersten Monate waren vor allem vom Abtransport der Flüchtlinge aus den Ostgebieten geprägt. Der Winterfahrplan 1946/47 weist auf der Relation Pasewalk – Stralsund drei Zugpaare aus, davon ein Schnellzugpaar. Im Winterfahrplan 1948/49 hielten in Anklam vier Zugpaare, davon zwei Schnellzugpaare, zwischen Stralsund beziehungsweise Saßnitz und Pasewalk beziehungsweise Berlin. In den 1960er Jahren weitete die Reichsbahn das Angebot durch zusätzliche Berufsverkehrs- und Ferienzüge aus. Dagegen blieb der Verkehr auf der verbliebenen Schmalspurstrecke nach Friedland bis zur Einstellung 1969 schwach. Das Reichsbahnkursbuch 1965/66 verzeichnete lediglich zwei Zugpaare pro Werktag, an Sonntagen gab es keinen Personenverkehr. 1970 verkehrten im Abschnitt Anklam – Züssow täglich 40 Reisezüge, bis 1975 erwartete man einen Anstieg auf 46 Reisezüge. Der Winterfahrplan 1981/82 verzeichnet für den Bahnhof neben vier Personenzugpaaren zwischen Berlin, Pasewalk und Stralsund mehrere Schnellzüge mit Direktverbindungen nach Saßnitz, Stralsund, Binz, Putbus in Richtung Norden sowie unter anderem nach Leipzig, Dresden, Berlin-Lichtenberg, Leinefelde und Saalfeld in der Gegenrichtung.

#### Fernverkehrsangebot nach 1990
Bedienten Ende der 1990er Jahre noch alle zwei Stunden Interregio-Züge den Bahnhof, wurde das Angebot um das Jahr 2000 schrittweise und mit der Umwandlung in Intercity-Züge im Jahr 2003 deutlich ausgedünnt. Die Intercity-Züge verkehrten meistens von Stralsund oder auch Binz nach Frankfurt (Main), Leipzig oder nach Nordrhein-Westfalen. Anklam wurde nur noch von einem täglichen Intercity- und einem Eurocity-Zugpaar bedient, an den Wochenenden kamen – teilweise saisoniert – weitere Intercity-Züge hinzu. Ab 2003 gab es ein IC-Zugpaar von Stralsund oder Binz nach Oldenburg (Oldenburg). Dieses verkehrte allerdings nur sonntags. Eines davon war ein Zugpaar der Linie 32, das ab 2004 saisoniert als UrlaubsExpress am Wochenende verkehrte.
Seit 2012 hält ein ICE-Zugpaar der Linie 28, das nur von Montag bis Freitag zwischen Stralsund – saisoniert von Binz – und München Hbf verkehrt, in Anklam.
Im Fahrplanjahr 2016 wurde Anklam in der Regel von täglich einem ICE-Zugpaar bedient, das zwischen Stralsund beziehungsweise Binz und Frankfurt (Main) beziehungsweise Berlin verkehrte. An einzelnen Wochentagen außerhalb der Saison kamen weitere ICE mit Verbindungen von und nach Eisenach, Erfurt, München und Innsbruck hinzu. Innerhalb der Saison (März bis September) fuhren stattdessen Intercity-Züge zwischen Berlin und Binz, teilweise auch über Züssow nach Heringsdorf. An Wochenenden der Saison bestand ferner mit dem UrlaubsExpress Mecklenburg-Vorpommern eine Direktverbindung von den Inseln Rügen und Usedom nach Köln
Ab 2004 gab es zunächst die IC-Linie 51 von Stralsund über Berlin, Halle und Kassel nach Köln, später den IC 32 über Berlin und Hannover, welche Anklam mit Nordrhein-Westfalen verbunden. Die IC-Züge endeten teilweise bereits in Berlin Südkreuz. Züge in Richtung Berlin fahren von Bahnsteiggleis 2, in Richtung Stralsund von Gleis 1.

#### Regionalverkehr
Seit 1996 wird Anklam durch die RE-Linie 3 von Stralsund aus über Berlin zu wechselnden Zielen an den Nahverkehr angebunden. War dies zunächst die Verbindung nach Cottbus, wechselte das Ziel 1998 auf Dessau, ehe ab 2006 der RE 3 hinter Berlin nach Elsterwerda/Wünsdorf-Waldstadt fuhr. Seit 2016 besteht über die Regionalexpress-Linie direkter Anschluss nach Falkenberg (Elster)/Lutherstadt Wittenberg.

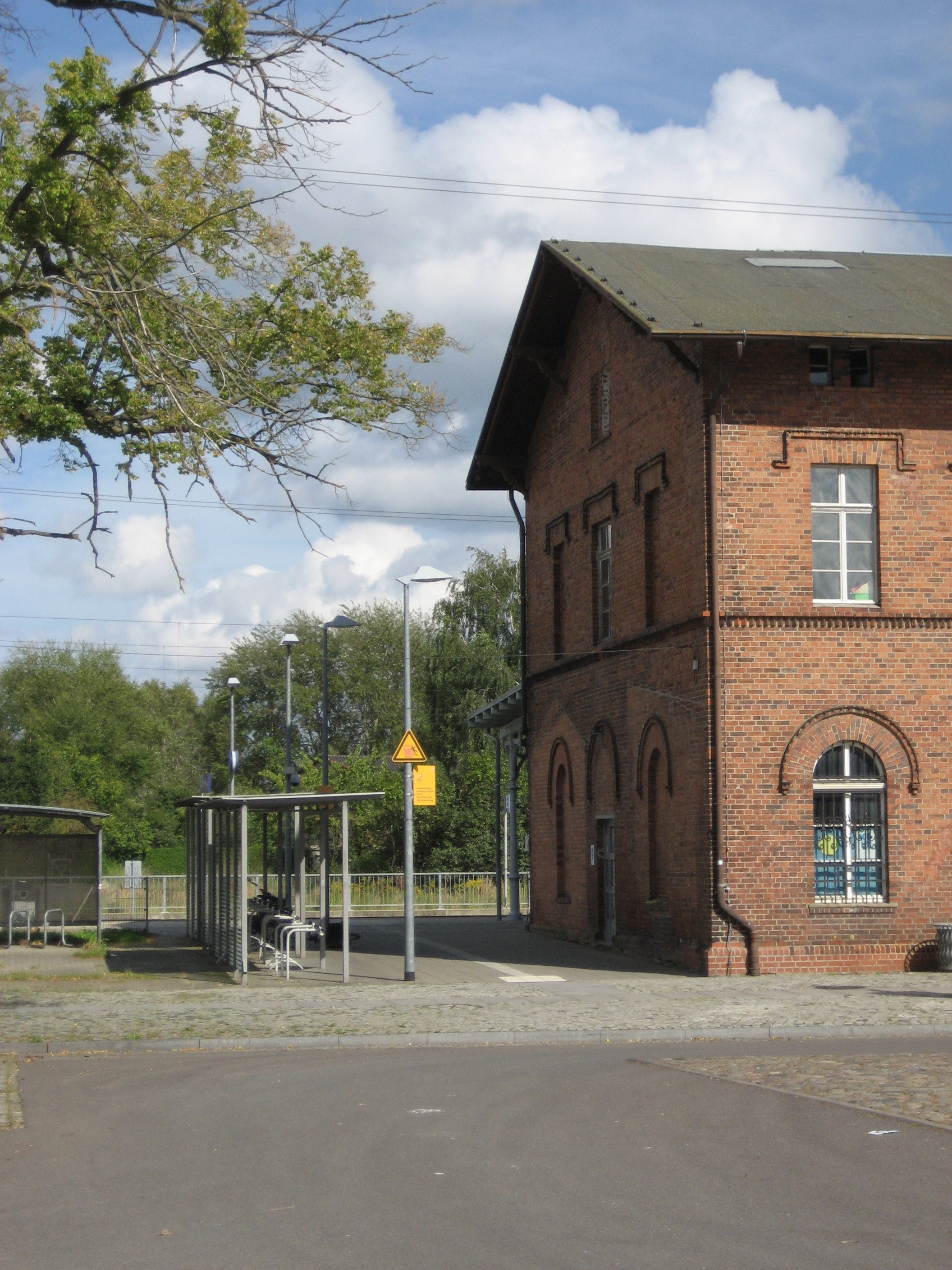
Nördlicher Bahnsteigzugang (2017)
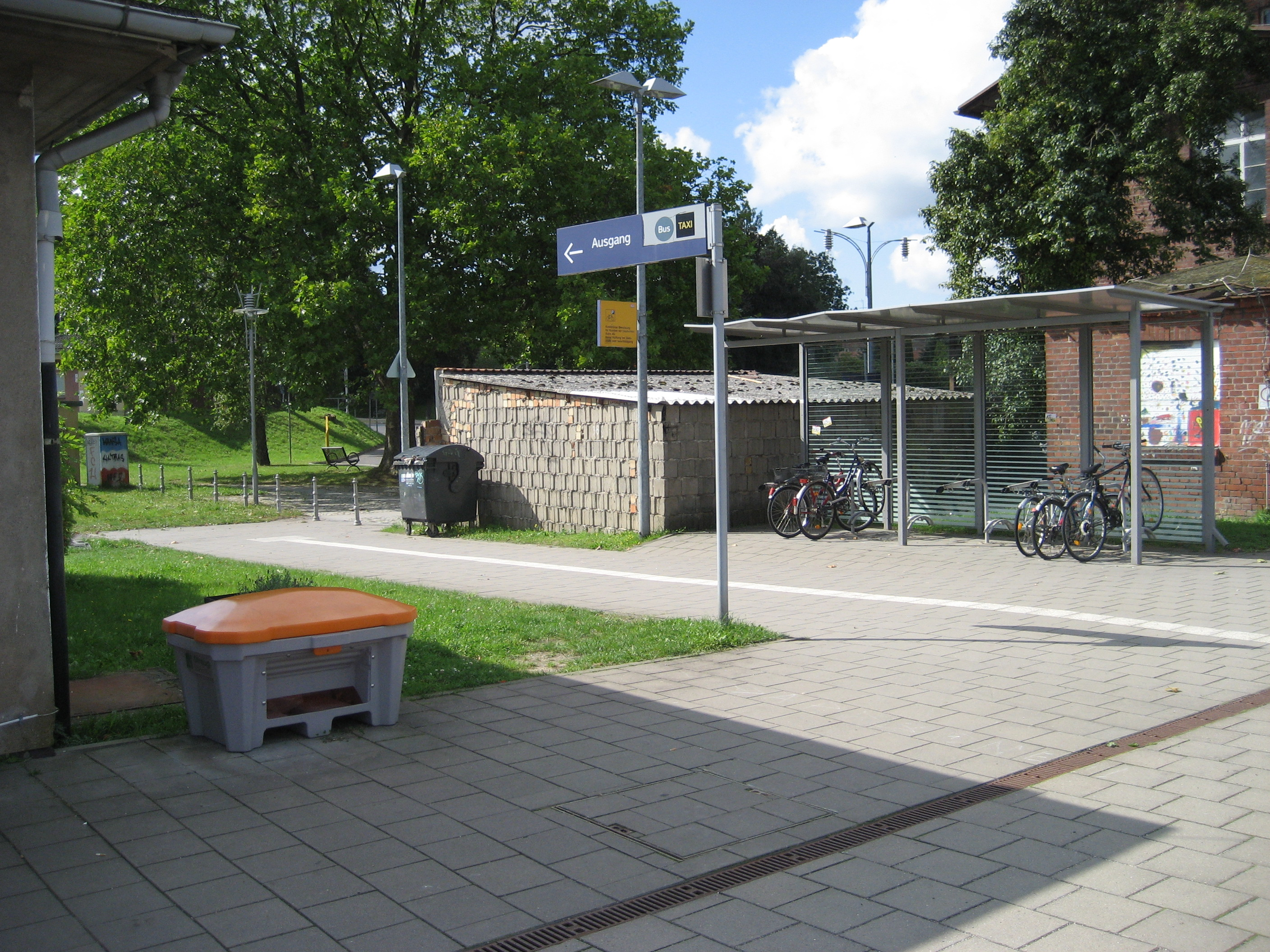
Südlicher Bahnsteigzugang (2017)
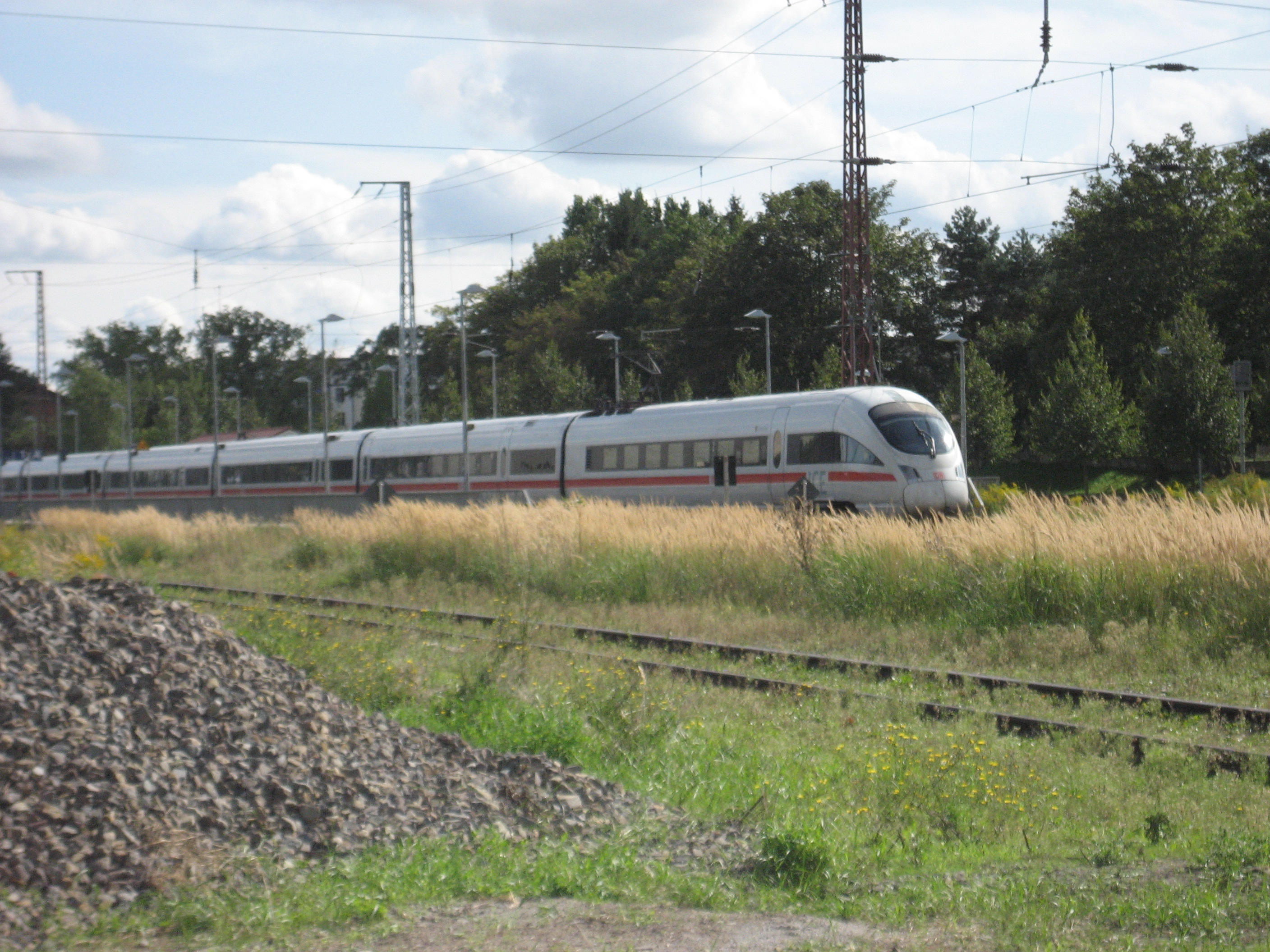
Einfahrender ICE (2017)
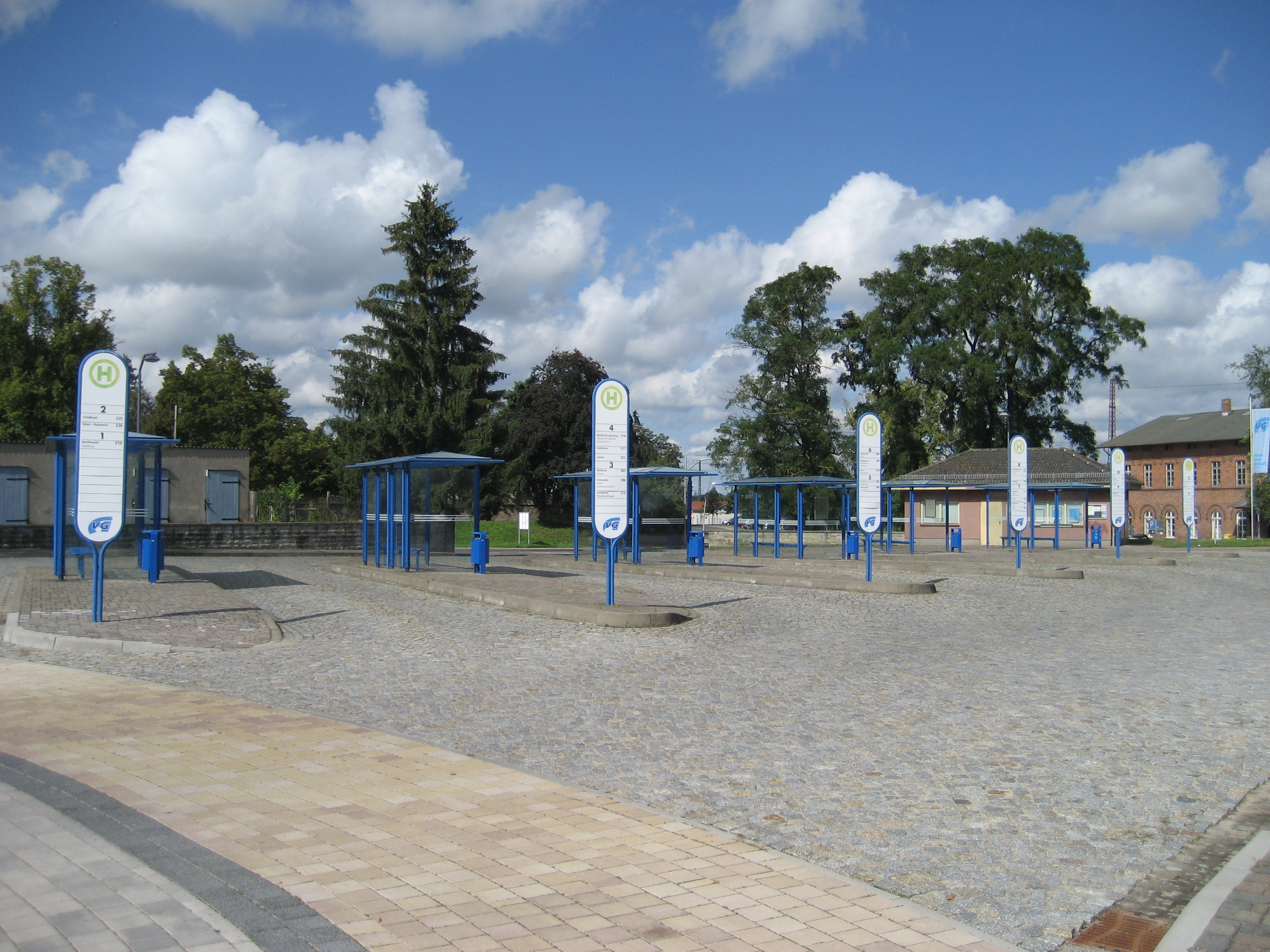
Zentraler Omnibusbahnhof (2017)

#### Fahrplanangebot 2024
Der Bahnhof wird sowohl vom ICE der DB Fernverkehr als auch von Nahverkehrszügen von DB Regio und ODEG bedient.
| Linie                    | Linienverlauf | Takt (min)                                                 |
| ------------------------ | --- | ---------------------------------------------------------- |
| ICE 15                   | (Ostseebad Binz –) Stralsund – Greifswald – Anklam – Eberswalde – Berlin (– Halle – Erfurt – Frankfurt (Main))             | einzelne Züge                                              |
| ICE 28                   | (Ostseebad Binz –) Stralsund – Greifswald – Anklam – Eberswalde – Berlin (– Leipzig – Erfurt – München)                    | einzelne Züge                                              |
| RE 3                     | Stralsund – Greifswald – Züssow – Anklam – Pasewalk – Angermünde – Eberswalde – Berlin – Jüterbog – Lutherstadt Wittenberg | 120                                                        |
| RE 10                    | Rostock – Ribnitz-Damgarten – Velgast – Stralsund – Greifswald – Züssow – Anklam – Pasewalk                                | einzelne Züge (Rostock–Stralsund) 120 (Stralsund–Pasewalk) |
| Stand: 10. Dezember 2023 | |                                                            |

### Güterverkehr
Neben den oben angeführten gemischten Zügen setzte die BStE dem 16. März 1863 zunächst ein reines Güterzugpaar zwischen Angermünde und Anklam ein, dieses wurde mit dem Fahrplan vom 1. November 1863 durch ein gemischtes Zugpaar ersetzt. Während der Erntezeit legte die Gesellschaft besondere Güterzüge zur Abfuhr der Erzeugnisse ein. 1896 setzte die KED Stettin auf der Hauptbahn ein Eilgüter- und ein Güterzugpaar ein. Zu den umgeschlagenen Waren zählten vor allem Zuckerrüben für die Zuckerfabrik. Der Gleisanschluss zur Zuckerfabrik ging 1883 in Betrieb. Daneben fertigte die Möbelfabrik Oldenburg Exportgüter für die Sowjetunion, die täglich etwa drei bis sechs Wagenladungen ausmachten. Zweimal wöchentlich lieferte ein Eilgüterzug Vieh für den Weitertransport zum Berliner Zentralvieh- und Schlachthof. Hinzu kamen die Anlieferung von Treibstoffen und Düngemittel für die Minol und das AGZ.
Im Winterfahrplan von 1944/45 werden für Anklam aus Pasewalk ein Durchgangsgüterzug und zwei Nahgüterzüge aufgeführt, zu DDR-Zeiten kam ein Durchgangsgüterzugpaar hinzu. Im Herbst- und Winterverkehr waren zudem Ganzzüge mit Zuckerrüben und Rübenschnitzel anzutreffen, in der Gegenrichtung fuhren Bedarfszüge mit Zuckerprodukten ab.
In Anklam selbst wurden Nahgüterzüge zwischen Stralsund und Pasewalk gebildet. Teilweise sammelte der Bahnhof leere offene Güterwagen für Tagebaugebiete und fuhr diese als Leerwagenzüge ab. Im Verkehr mit dem Peenehafen fuhr die Deutsche Reichsbahn Ganzüge mit Massengütern aller Art, in der Gegenrichtung wurde im Hafen Eisenerz für das Eisenhüttenkombinat Ost in Eisenhüttenstadt umgeschlagen, ab 1984 auch das im Achterwasser geförderte Petroleum und Erdgas für die PCK-Raffinerie in Schwedt/Oder.
Nach der Wende ging das Güteraufkommen auf der Strecke drastisch zurück. 1992 stellte die Reichsbahn den Transport von Zuckerrüben zur Fabrik ein, später bezog die Fabrik ihre Rohstoffe ausschließlich über die Straße. Den Wagenladungsverkehr stellte die Deutsche Bahn Mitte der 1990er Jahre ein.
2004 übernahm die D & D Eisenbahngesellschaft den Abtransport von Rohzucker aus der Zuckerfabrik. Der Ladungsverkehr zum Binnenhafen befand sich kurz nach der Jahrtausendwende an einem Tiefpunkt. Im Jahr 2013 verzeichnete der Hafen in den ersten drei Monaten rund 59 000 Tonnen Umschlag von der Schiene. Der Großteil davon wurde im Kraftverkehr umgeschlagen. Zu den umgeschlagenen Gütern zählten neben Holz auch Baustoffe, Düngemittel und Ölfrüchte.